# Pays de Charleroi
Pour l'hymne, voir Pays de Charleroi (hymne).

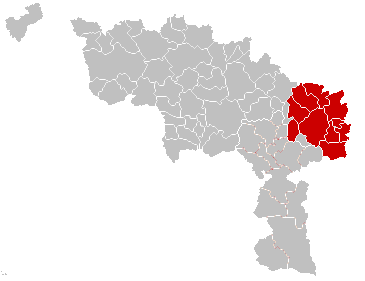
Le Pays de Charleroi au sein du Hainaut.

Le Pays de Charleroi est une région de la province de Hainaut (Région wallonne, Belgique). Il comprend les communes suivantes : Aiseau-Presles, Charleroi, Châtelet, Courcelles, Farciennes, Fleurus, Fontaine-l'Évêque, Gerpinnes, Les Bons Villers et Pont-à-Celles. Il était aussi anciennement nommé Pays Noir en référence à ses mines de charbon.
Pays de Charleroi est aussi le nom d'un hymne populaire écrit par Jacques Bertrand et mis en musique par Adolphe Miche.

## Histoire

### XVIIesiècle
En 1659, Louis XIV a déjà porté ses guerres en Wallonie. Sa victoire lui permet d'acquérir au traité des Pyrénées, Avesnes, Mariembourg et Philippeville, places fortes qui protégeaient les Pays-Bas contre les invasions françaises. La route de Bruxelles est désormais libre. Pour prévenir toute attaque, les Espagnols décident de combler par une nouvelle forteresse le vide laissé entre Namur et Binche. Leur choix se porte sur un petit village sur la Sambre, proche de Dampremy : Charnoy. Les travaux commencent en 1666 La pose de la première pierre permet de baptiser la ville d'un nom pour le moins original, celui du tout jeune roi d'Espagne, Charles II : Charleroi est fondée.

## Patrimoines et sites

### Aiseau-Presles
Vestiges de l'ancien prieuré de Oignies à Aiseau.

#### Presles
Le château de Presles (1851).

### Charleroi

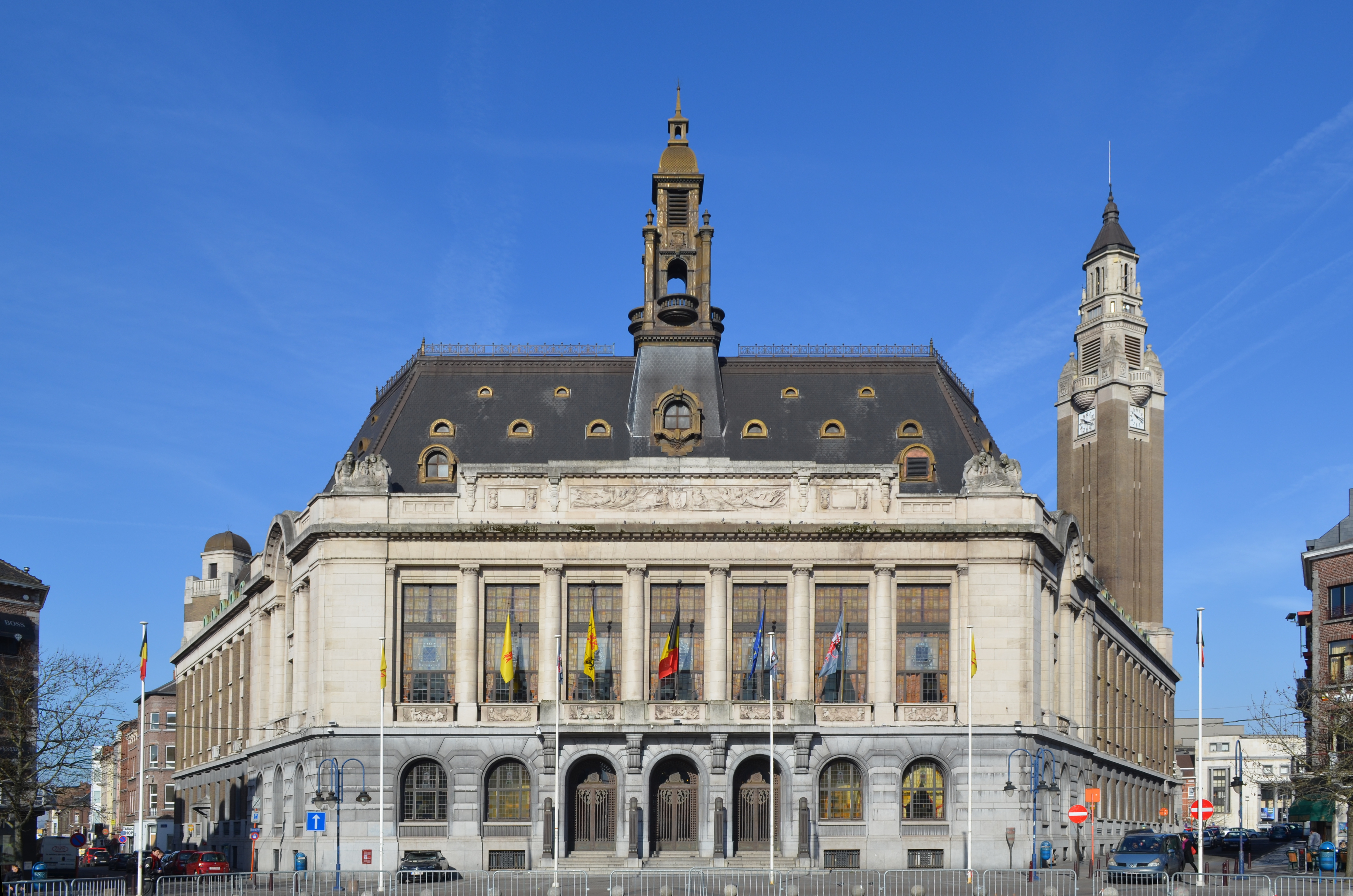
L'hôtel de ville de Charleroi.

L’hôtel de ville, est construit en 1936 par l'architecte Joseph André, de style art-déco. Il possède un beffroi de 70 mètres de haut. L'église Saint-Christophe, à l'origine, ce n'est qu'une chapelle construite en 1667 sur l'ordre de Louis XIV et placée sous l'invocation de Saint-Louis. Elle était destinée aux besoins religieux de la garnison française. L'église est agrandie de 1955 à 1957. Palais des Expositions, il est inauguré en 1954. Palais des Beaux-Arts, inauguré en 1957, la salle de spectacle peut contenir 1800 personnes. Passage de la Bourse, galerie couverte édifiée de 1890 à 1893. Elle se situe à la Ville-Basse. La gare, édifice inauguré en 1874 en style éclectique. Caserne Caporal Trésignies, style néo-médiéval édifié en 1887. Église Saint-Antoine de Padoue, édifice néo-classique édifié en 1830 par l'architecte J. Kuypers.

#### Couillet

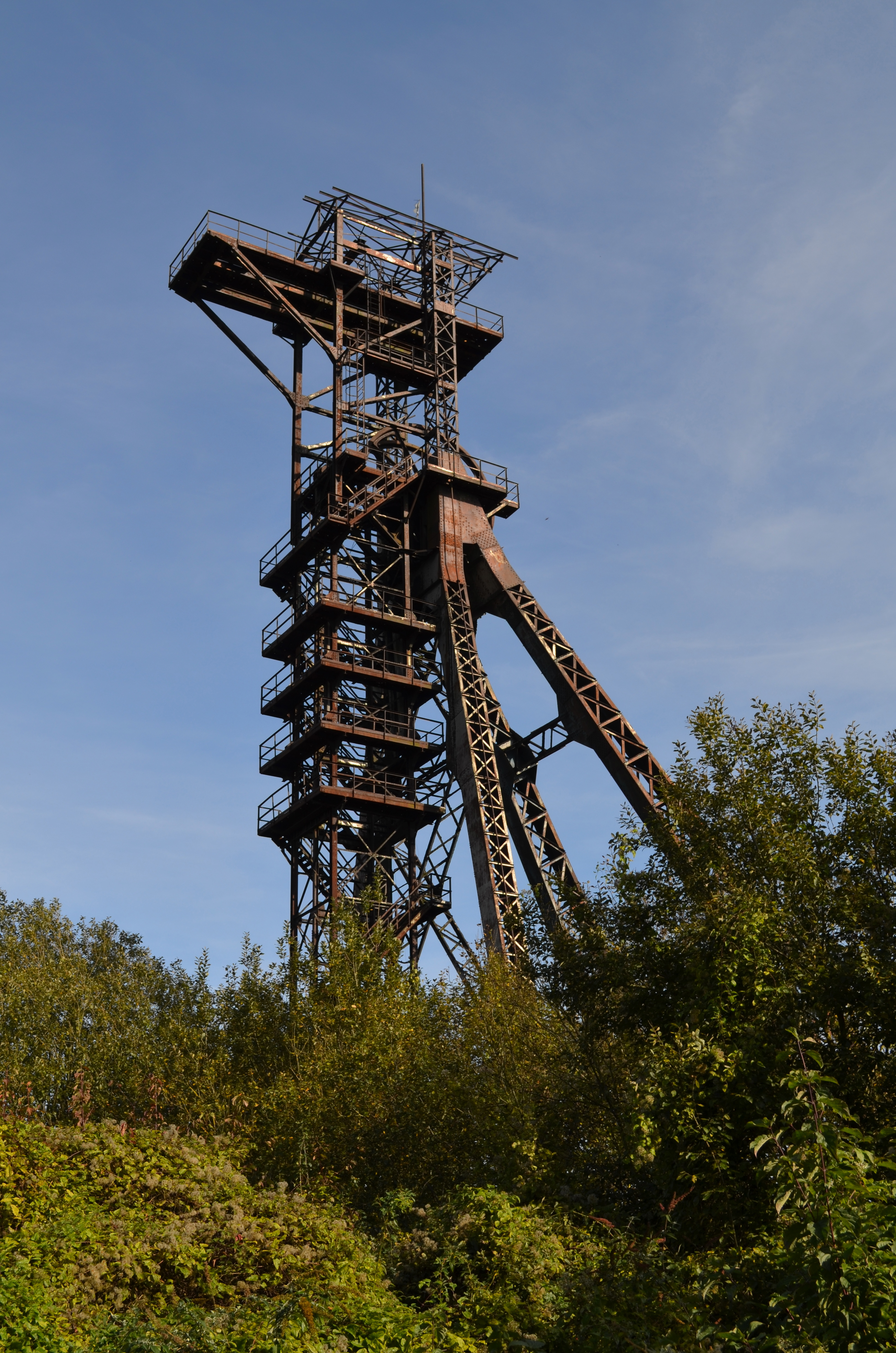
Chevalement du puits dit du « Pêchon » à Couillet.

Église Saint-Laurent, Église principalement du XVIe siècle. Église Saint-Basile, construite en 1865 à 1867 par l'architecte Auguste Quinet. Fermée en 2000 pour cause de vétusté. Amicale Solvay, imposant bâtiment construit en 1937 à 1939 par l'architecte Cozac. Les châssis à molettes de l'ancien puits no 25 dit du « Pêchon ».

#### Dampremy
Chapelle Saint-Ghislain, chœur de l'ancienne église du XVIe siècle partiellement détruite en 1915.

#### Gilly
Église Saint-Rémy, édifice classique construit en 1775. Ancienne abbaye de Soleilmont, abbaye affiliée à l'ordre des Cîteaux dès 1237 et incendiée en 1963.

#### Gosselies
Église Saint-Jean-Baptiste, édifice néo-gothique construit vers 1554 et agrandie en 1872, 1874 et 1877, 1878. Tour du château de la famille de Bousies, seigneurs de Gosselies de 1423 à 1534.

#### Jumet
Église Saint-Sulpice, édifice classique construit entre 1730 et 1753. Maison Communale, construite en 1824 par l'architecte Kuypers. Brasserie de l'Union, bâtiment élevé en 1860 et 1950. Chapelle Notre-Dame des Affligés, date de 1677. L'ancien cinéma-théâtre Varia, édifié vers 1913. Chapelle Notre-Dame de Heigne, petite église du XIIe siècle, c'est un haut lieu du tour de la Madeleine.

#### Lodelinsart
L'église de la Sainte-Vierge, construite en 1876 par l'architecte Emile Riez, aujourd'hui démolie pour cause d'écroulement. La Ruche Verrière, bâti en 1926, siège de la Nouvelle Union Verrière premier association des ouvriers verriers.

#### Marchienne-au-Pont
Église Notre-Dame de Miséricorde, remplacent l'église du XVIe siècle détruite en 1905, l'église actuelle a été construite en 1901 à 1904 par l'architecte Sonneville de style néo-gothique. Château Bilquin De Cartier, château du XVIIe siècle. Brasserie des Alliés, construite en 1937 à 1938 par l'architecte Dubois.

#### Marcinelle

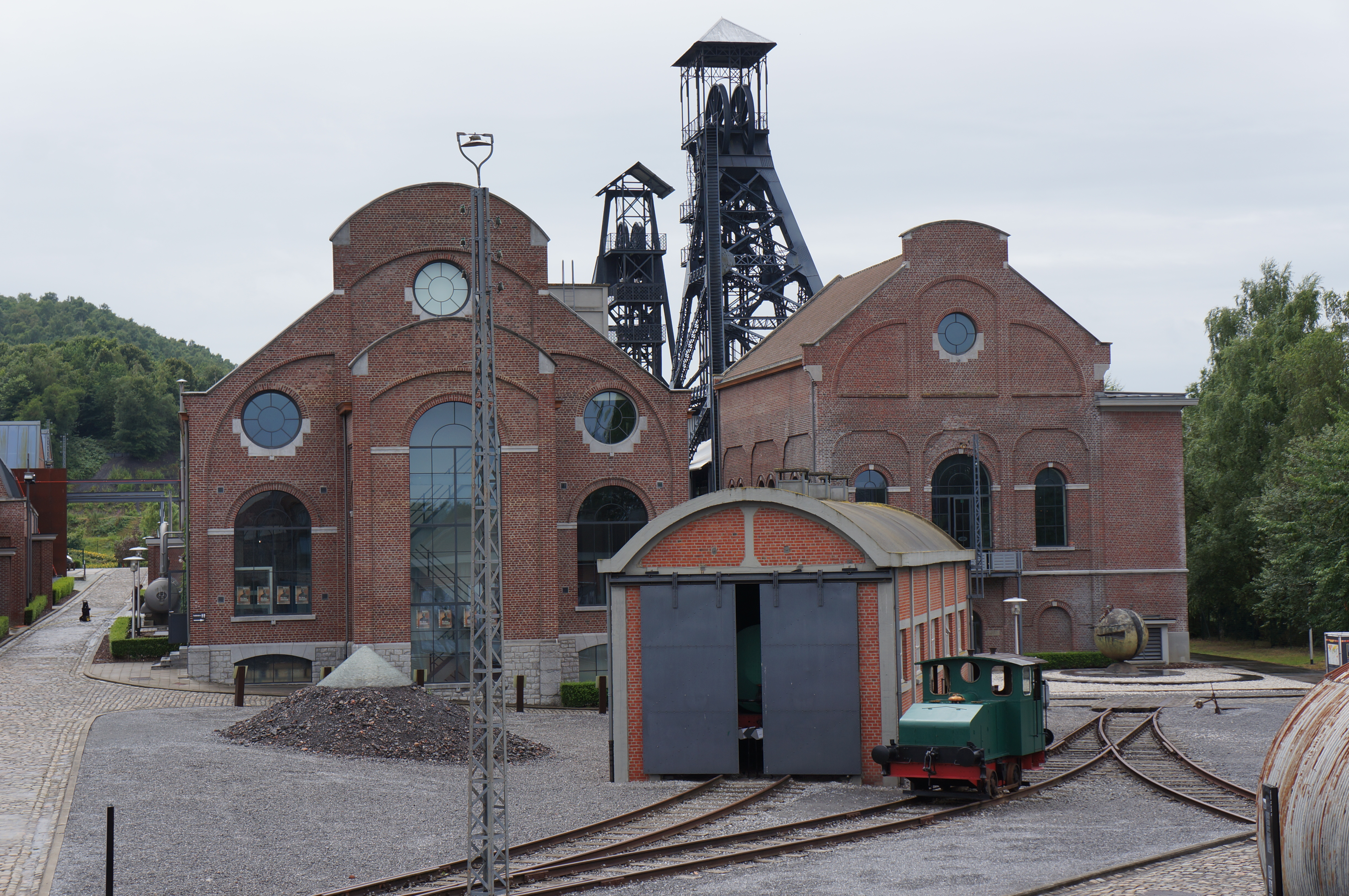
Le Bois du Cazier.

Église Saint-Martin, la tour élevée au XIe et au XIIIe siècle et plusieurs fois agrandie. Charbonnage du Bois du Cazier, c'est sur ce lieu où avait dérouler le drame du 8 août 1956 causa la mort des 262 mineurs. Le charbonnage est définitivement fermé en 1967. Hôtel de Ville, construit en 1963 par Joseph André. Église du Sacré-Cœur dite du XII, construite par Joseph André en 1927-1928. Cité de l'Enfance, ancien orphelinat de type pavillonnaire construit en 1938 par l'architecte M. Leborgne. Résidence Albert construit par l'architecte Leborgne dans les années 30.

#### Monceau-sur-Sambre
Église Saint-Louis de Gonzague, édifice néo-classique construit par Jean Kuypers en 1836 et 1838 le clocher a été construit en 1914. Le château et son parc. Villa La Rustique bâtie en 1923, dans un style très fantaisie.

#### Mont-sur-Marchienne

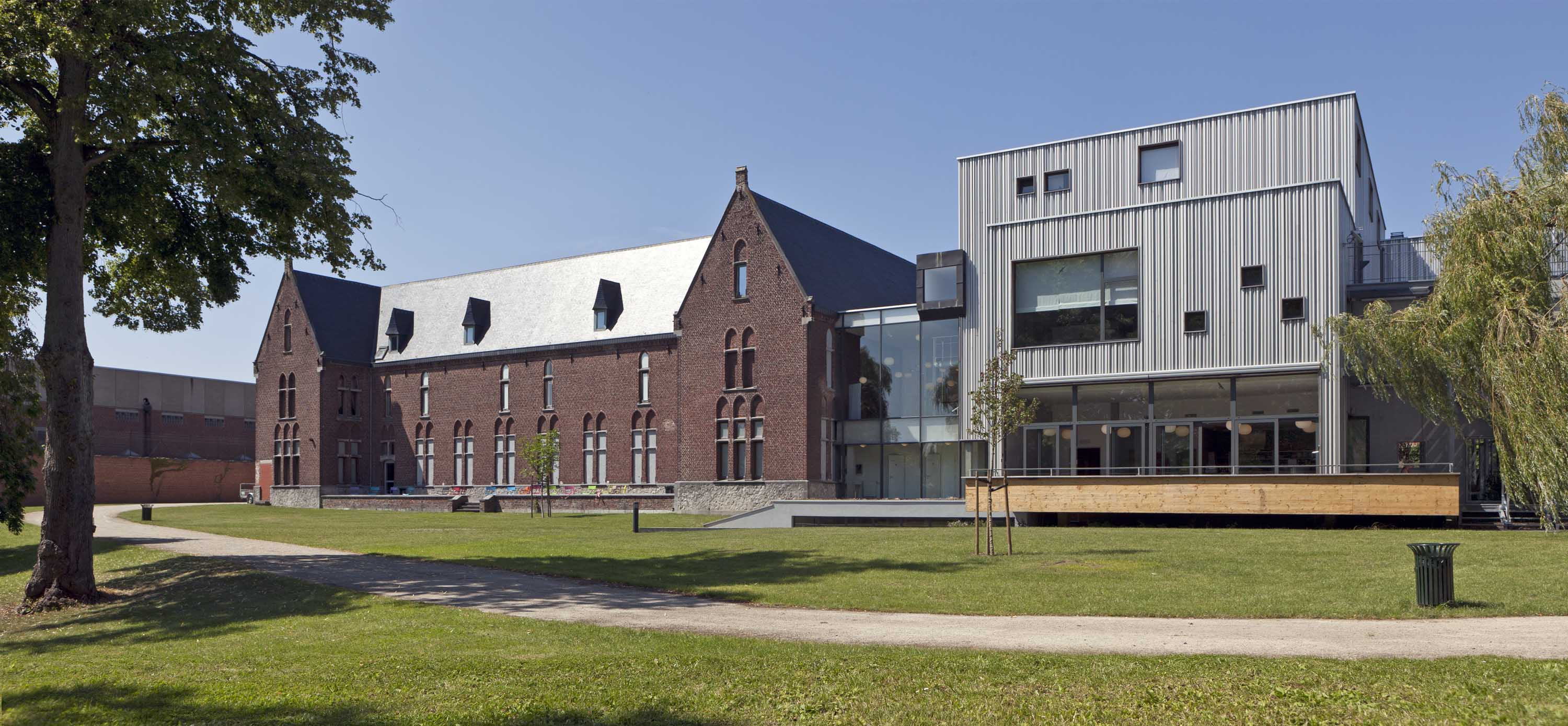
Musée de la photographie à Mont-sur-Marchienne (ancien Carmel).

Église Saint-Paul. Tours de l'ancien château de la Torre, le château a été démoli pour faire place à une rue. Villa Moderniste construit en 1935 par M. Leborgne. L'ancien Carmel (Musée de la Photographie), édifice néo-gothique au XIXe siècle en style néo-gothique.

#### Montignies-sur-Sambre
Église Saint-Remy, bâtie en 1789 de le style classique. Dans cette église renferme les reliques de Saint-Valentin. Capelle du Calvaire, place Albert 1er. Porte de Waterloo ou de la Belle Alliance, ancienne porte des fortifications de Charleroi construite par les hollandais.

#### Ransart
Église Saint-Pierre, édifice néo-gothique bâti en 1888 par Emile Tirou. Ancien hôtel de ville, édifice style éclectique à tendance néo-baroque bâti à la fin du XIXe siècle.

#### Roux
Église Notre-Dame de l'Assomption, bâtie en 1786. Prieuré Saint-Michel de Sart-lez-Moines, fondé au début du XIIe siècle. Ancien hôtel de ville, bâti en 1895.

### Châtelet

#### Bouffioulx
Église Saint-Géry, bâti en 1774.

#### Châtelet

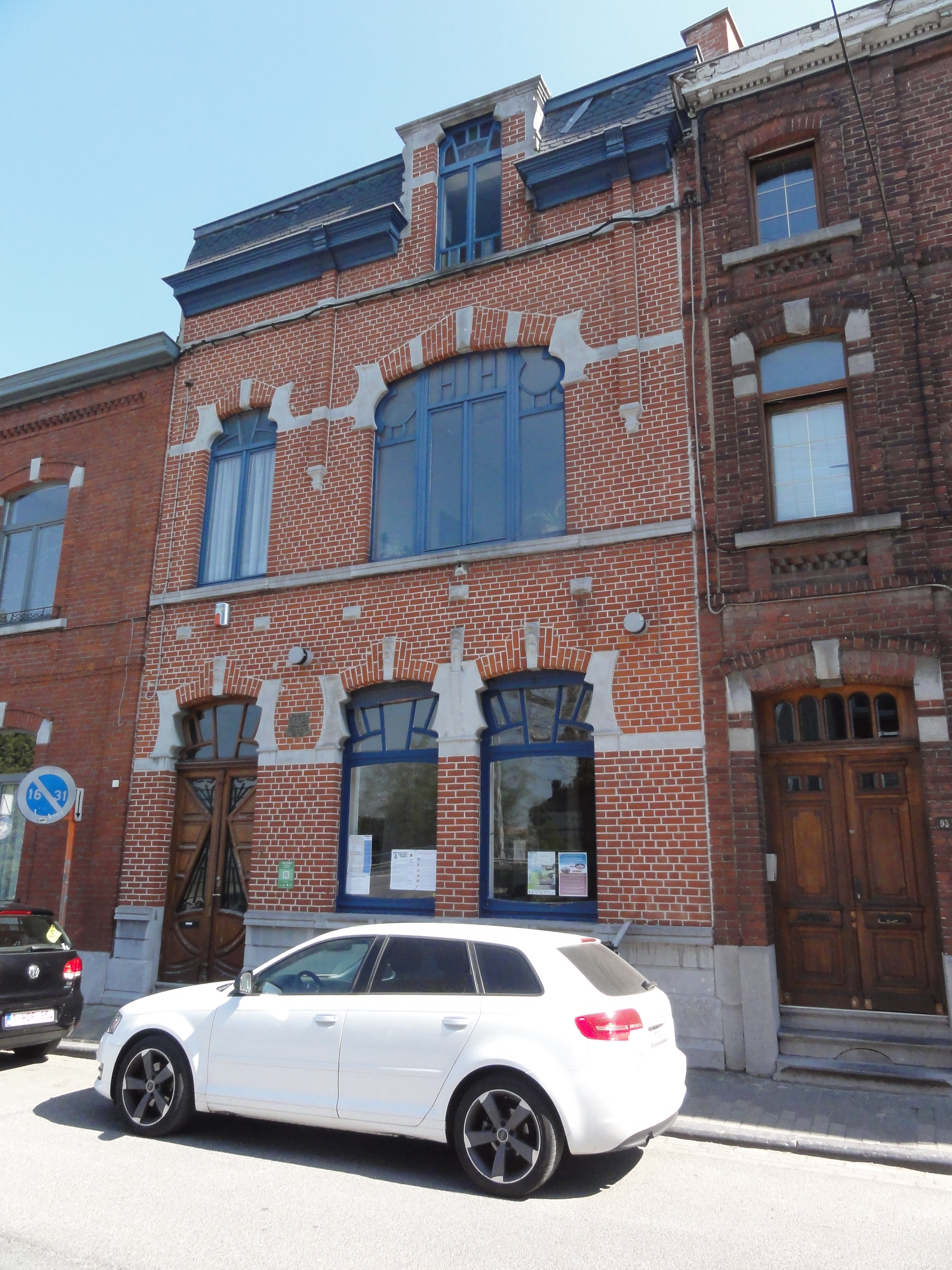
La maison Magritte à Châtelet.

Église Saint-Pierre-et-Paul, bâtie de 1867 à 1871 par l'architecte Eugène Carpentier, l'église fut partiellement incendiée en 1937 et reconstruite en 1941. Maison espagnole, bâtie au début du XVIIe siècle. Ancien château Pirmez, bâti en 1833, par Victor Pirmez, devenu orphelinat en 1903. Maison Communale, fut bâtie en 1923-1924, représentant les fresques de Paulus sur la façade. Chapelle Saint-Roch, bâtie en 1626. Maison natale du peindre surréaliste René Magritte.

#### Châtelineau
La gare, édifice de style éclectique bâti en 1911. L'église Saint-Barthélemy, de style néo-roman construite en 1909-1911, par les architectes J. et H. Dal de Châtelineau. Maison de Style art-nouveau, elle se situe place Wilson.

### Courcelles
Église Saint-Lambert, édifice néo-classique construit de 1834 à 1838 par l'architecte J. Kuypers. Ancien château de Rianwelz, appartenait à la famille de la Hamaide au XVIe siècle puis au Chasteler au XVIIe siècle. La Posterie, ancien relais de poste du XVIIIe siècle. Hôtel de Ville, construit en 1907 par les architectes Simon et Bridoux.

#### Gouy-lez-Piéton
Église Saint-Martin, édifice agrandie au XVIIIe siècle et restaurée en 1926.

#### Souvret
Église Saint-Barthélemy, édifice néo-gothique construit en 1882 sur les plans de l'architecte Simon.

#### Trazegnies
Église Saint-Martin. Château de Trazegnies. Hôtel de ville, construit en 1911 par l'architecte Simon, de style renaissance flamande.

### Farciennes

Farciennes, ruines du château.

Église de l'Assomption de la Vierge, édifice néo-classique construit entre 1834 et 1836 par l'architecte Branquart. Château de Farciennes. Maisons art-nouveau sur la grand'place.

#### Acoz

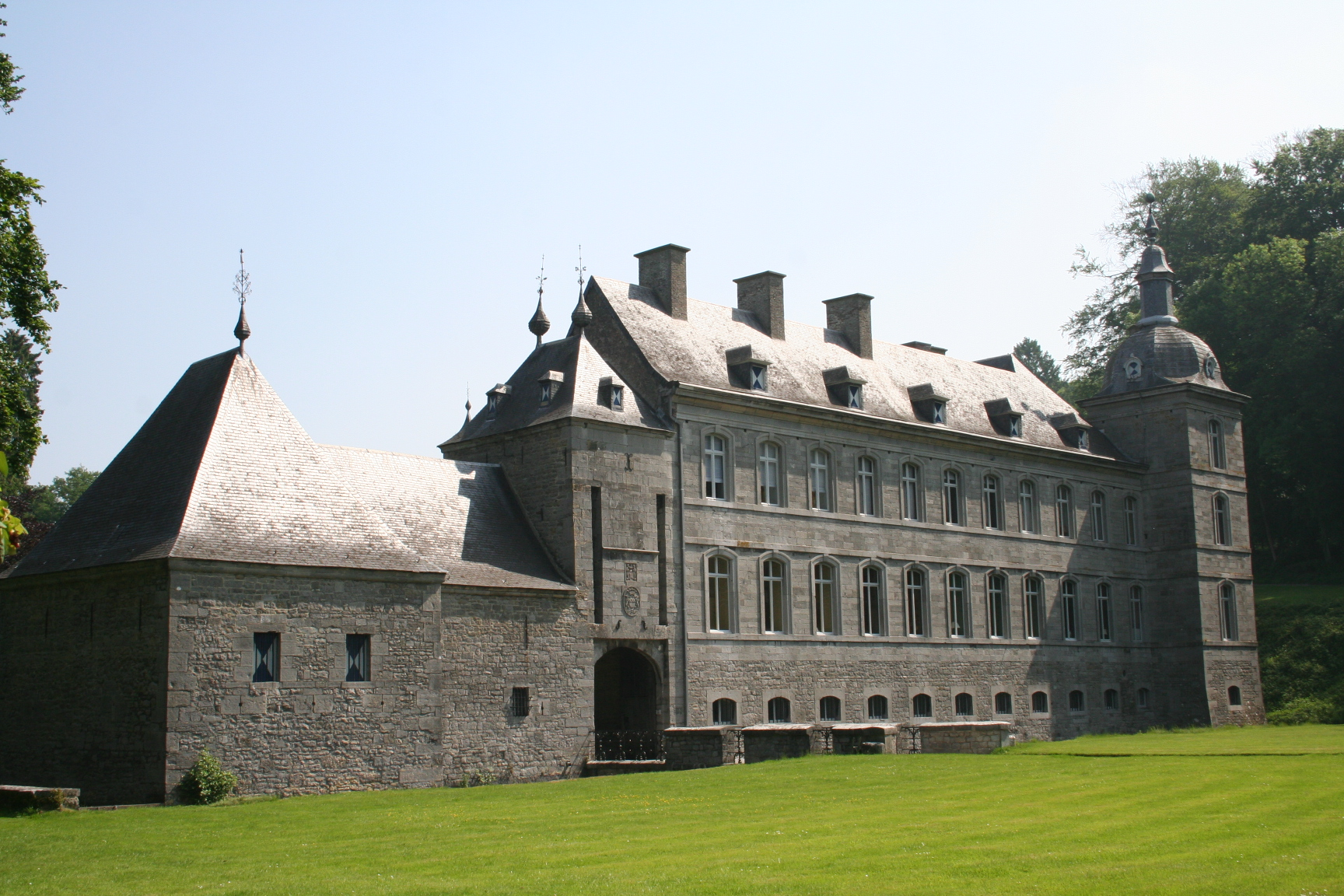
Le château d'Acoz.

### Fleurus
Église Saint-Victor, XVIIIe et XIXe siècle. Ancien moulin Naveau, lieu d'observation de Napoléon le 16 juin 1815. Château de la Paix fin du XVIIIe siècle.

### Fontaine-l'Evêque
Église Saint-Christophe, édifice de style gothique hennuyer du XVIe siècle. Chapelle de la Briqueterie. Château Bivort. Ancienne église Saint-Vaast, bâtie en 1785 et restaurée en 1864 et 1933.

#### Forchie-la-Marche
Château de la Marche, forteresse médiévale du XVIe – XVe siècle.

#### Leernes
Église Saint-Martin, édifice de style gothique hennuyer, bâti au 2e moitié du XVIe siècle.

### Gerpinnes

#### Gerpinnes
Église Saint-Michel, XVIe – XVIIe siècle.

#### Loverval
Église Saint-Hubert, édifice mononef bâti de 1724 à 1772.

### Les Bons Villers

#### Frasnes-lez-Gosselies
Église Saint-Nicolas, édifice néo-classique bâti en 1834.

#### Mellet
Église Saint-Martin XVIe siècle et restaurée en 1666, 1877, fin du XIXe siècle, 1911 et 1992.

### Pont-à-Celles
Église Saint-Jean-Baptiste, milieu du XIXe siècle.

#### Thiméon
Église Saint-Martin, reconstruite en 1674 et 1678 et restaurée en 1894-1895.

## Culture

### Musées
Musée de la Photographie à Mont-sur-Marchienne, musées du verre et le Bois du Cazier à Marcinelle, Maison de la Poterie à Bouffioulx, Musée des Beaux-Arts à Charleroi, Maison Magritte à Châtelet, musée des Marches de l'Entre-Sambre-et-Meuse à Gerpinnes.

### Folklore et festivités

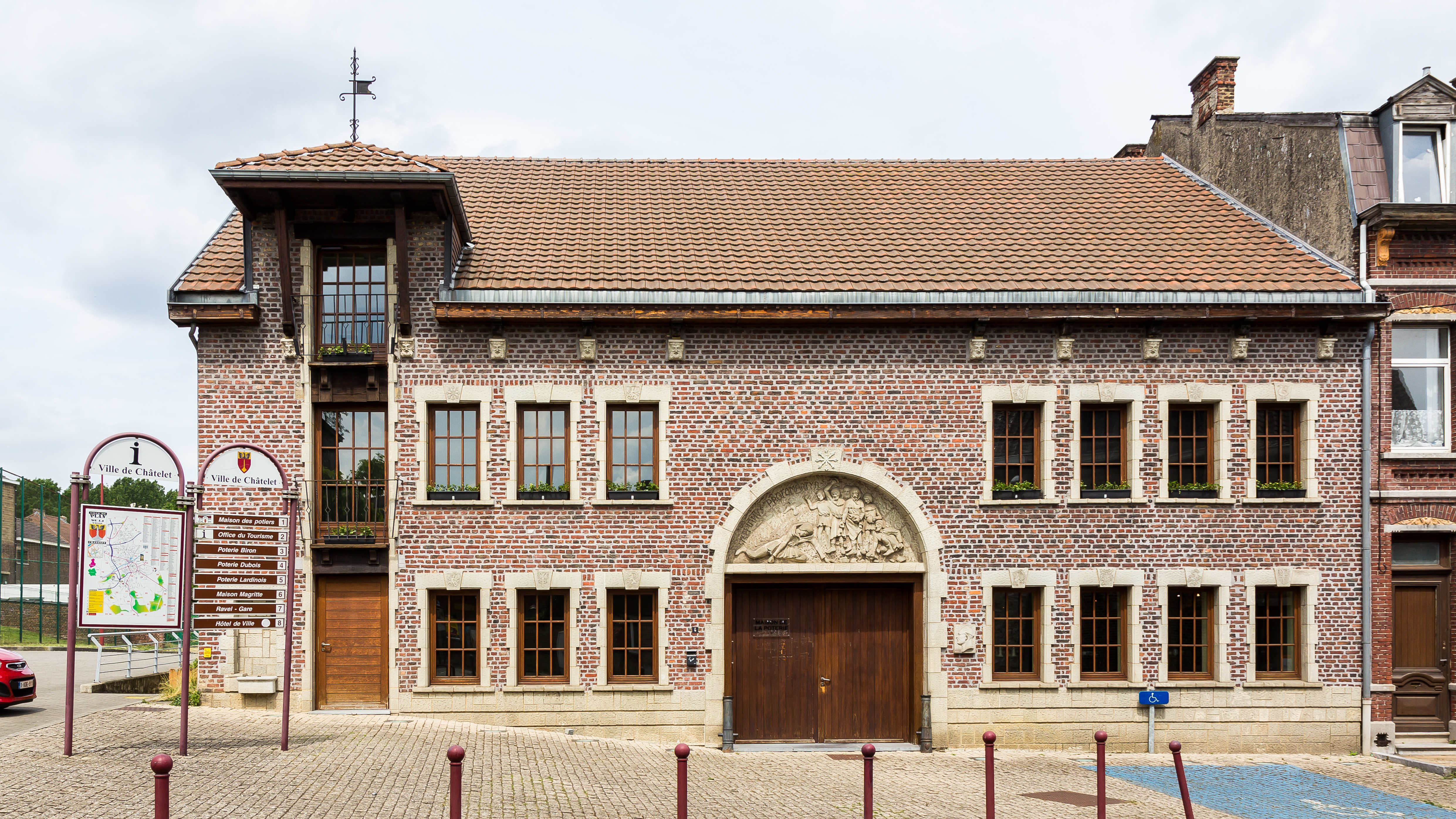
Maison de la Poterie à Bouffioulx.

Carnaval de Charleroi, cavalcade de Fleurus, cavalcade de Marchienne-au-Pont, tour de la Madeleine à Jumet, marche Saint-Laurent de Couillet, marches Saint-Louis et du Sacré-Cœur à Marcinelle, tour Saint-Jean à Gosselies, bal des Climbias à Lodelinsart le dimanche après le Mardi-Gras, marche Sainte-Rolande de Gerpinnes, marche Saint-Roch de Châtelet, marche impériale de la Grande Terre à Châtelineau, ducasse Saint-Remy et cortège de la Marsaude à Dampremy, Pardon de la Batellerie à Marchienne-au-Pont et marche Sainte-Rita de Jumet-Hamendes.

## Galerie

Le Pays de Charleroi en images.
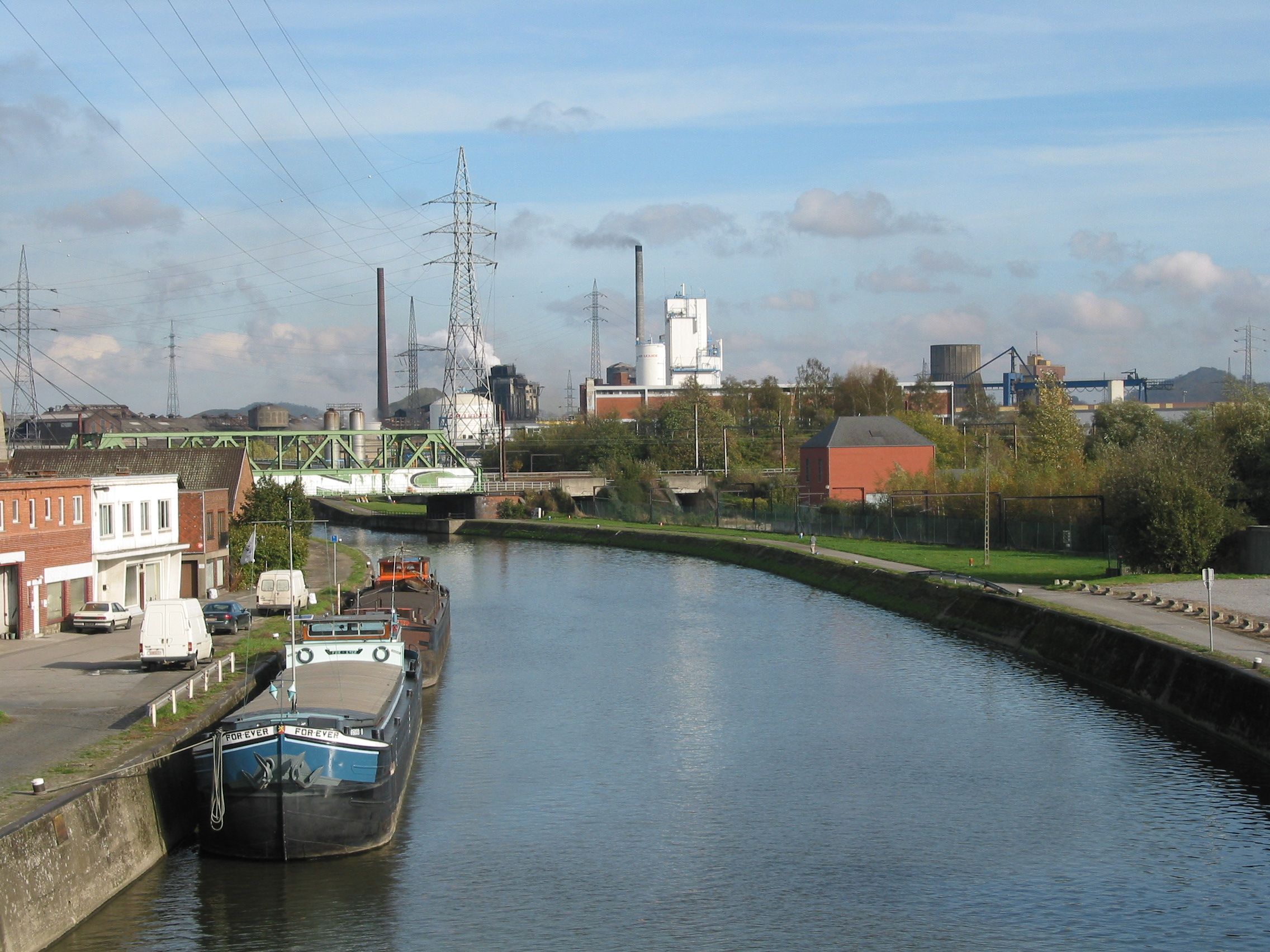
La Sambre à Marchienne-au-Pont.
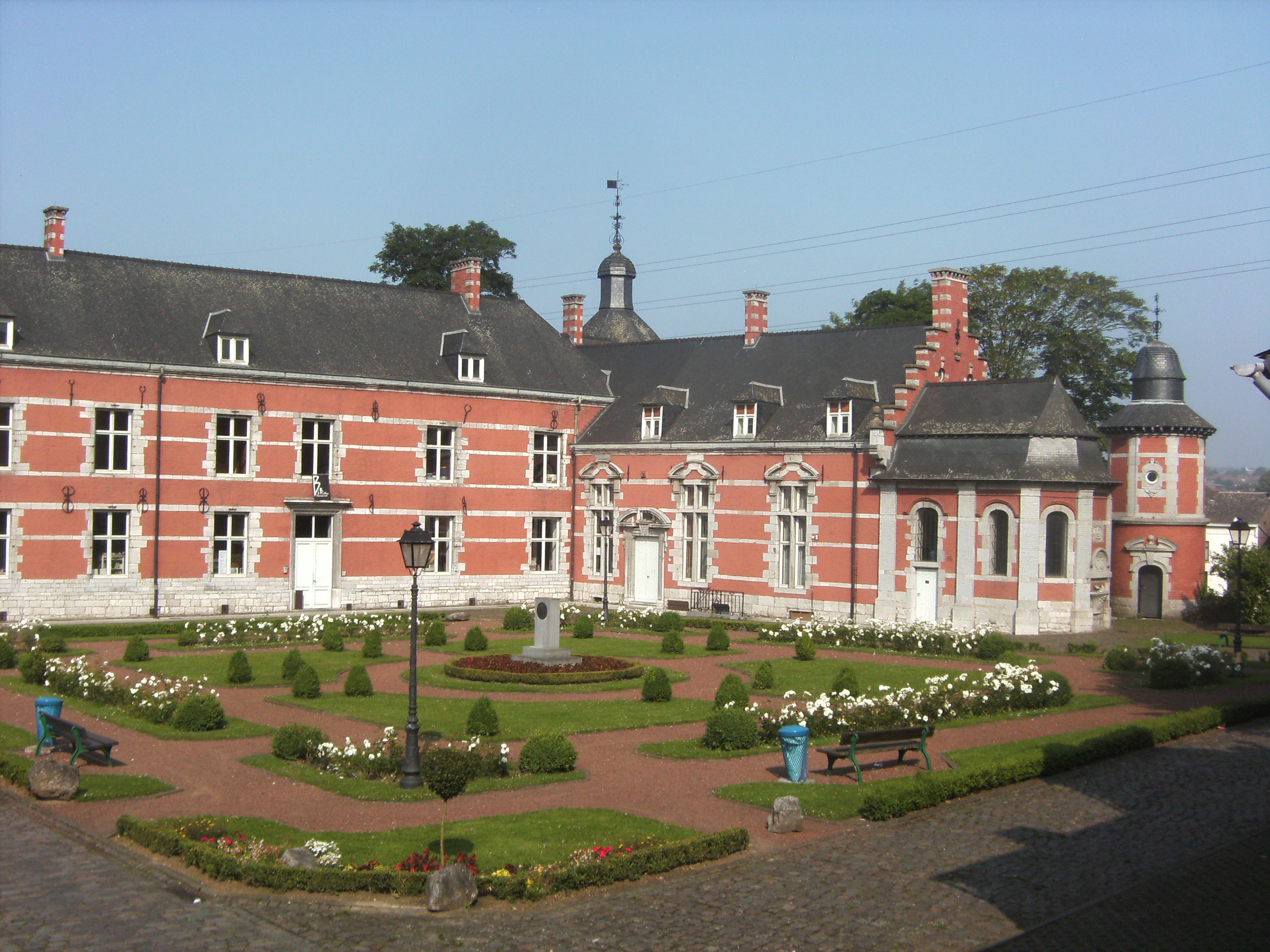
Le château de Cartier à Marchienne-au-Pont.
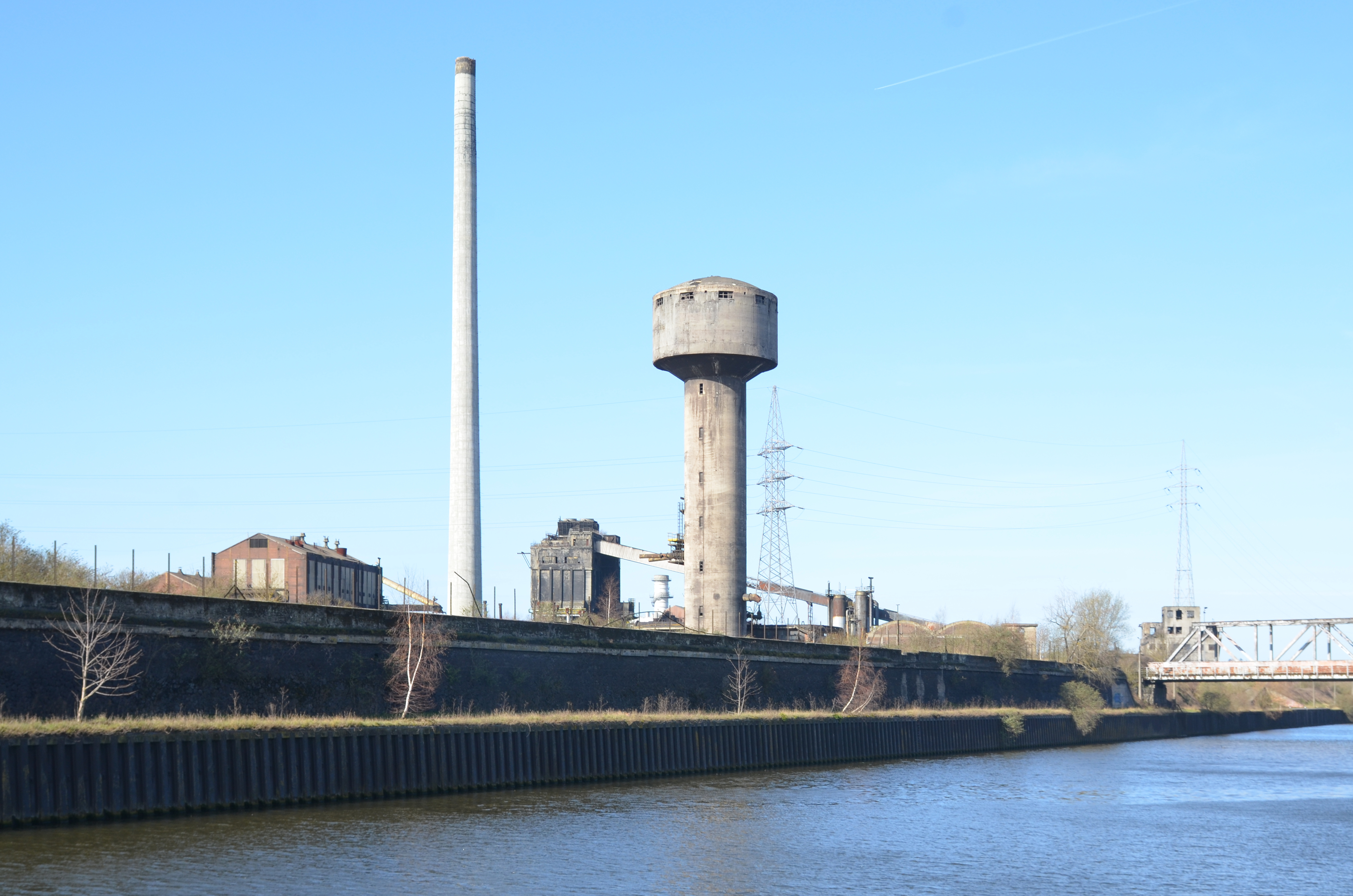
Les anciennes usines de la Providence à Dampremy.
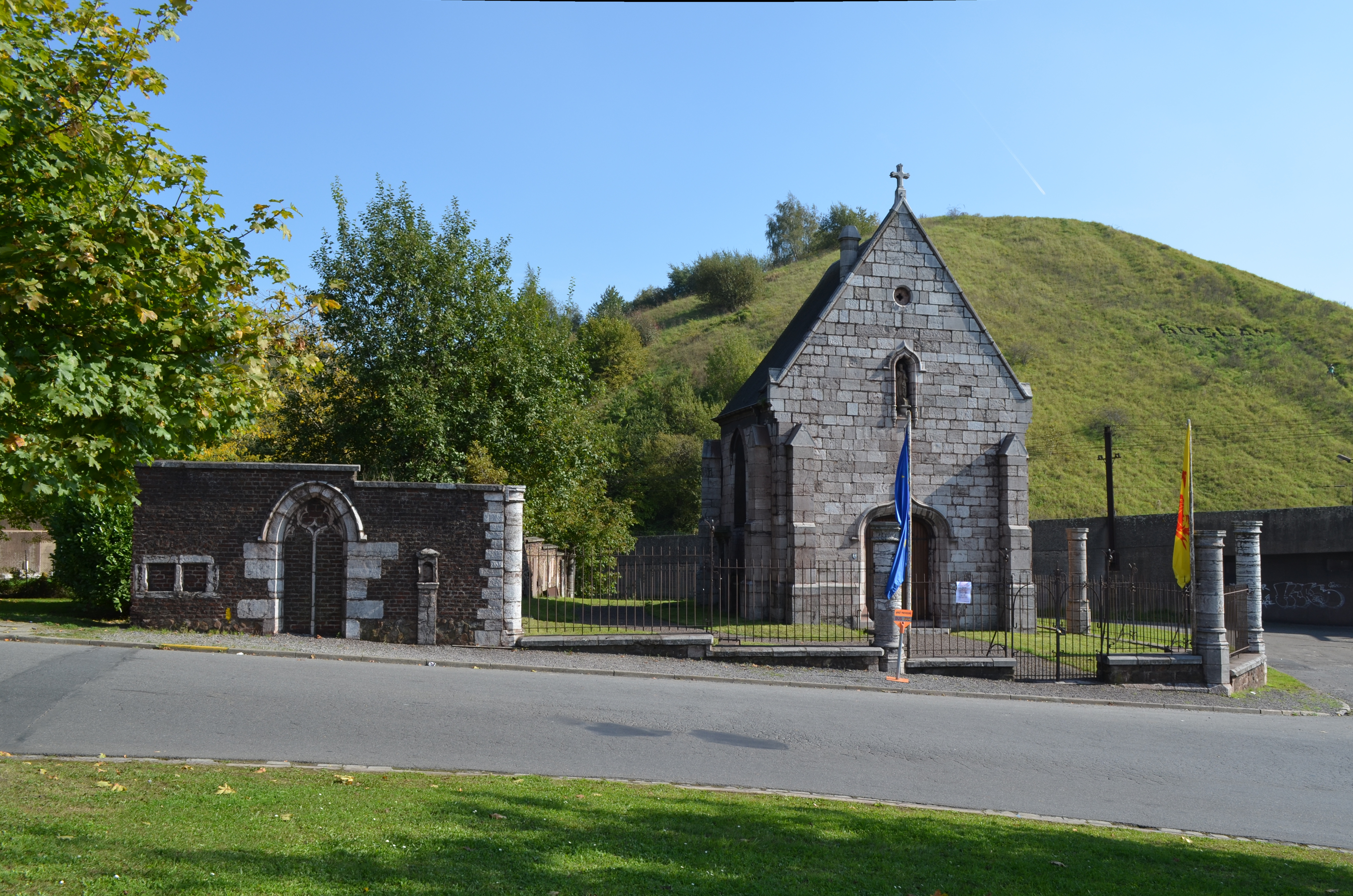
La chapelle Saint-Ghislain à Dampremy.
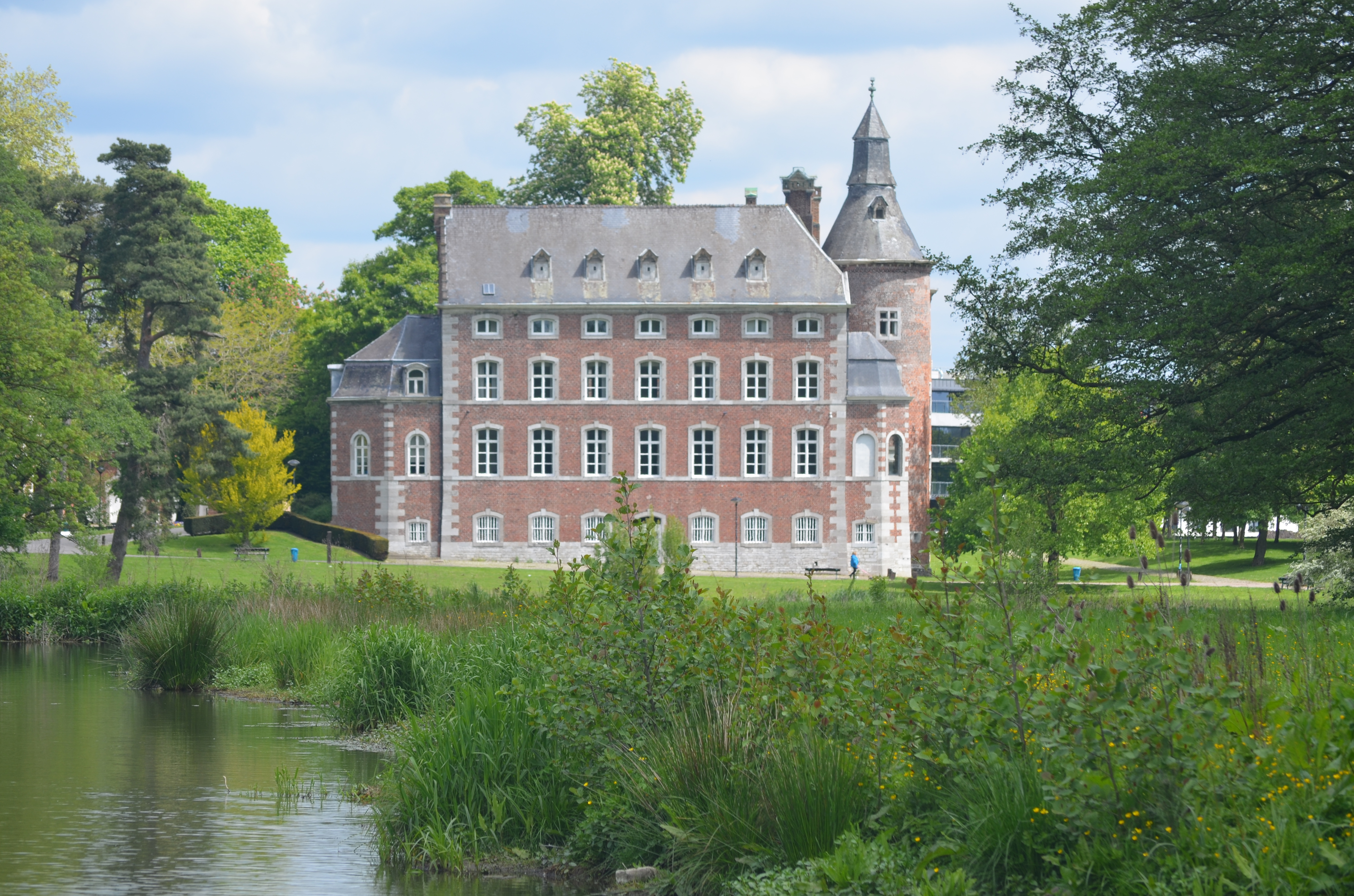
Le château de Monceau-sur-Sambre.
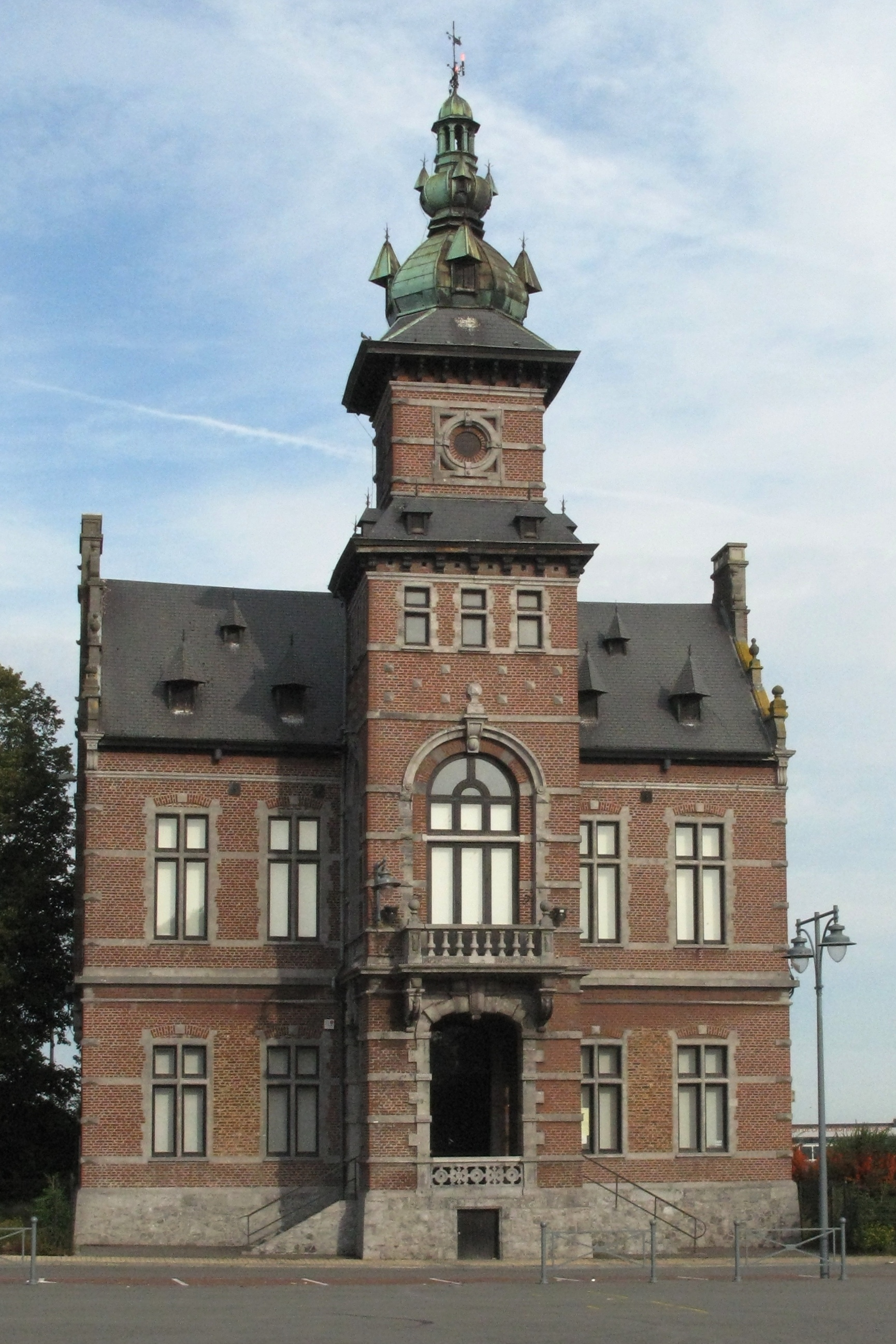
L'ancien hôtel de ville de Ransart.
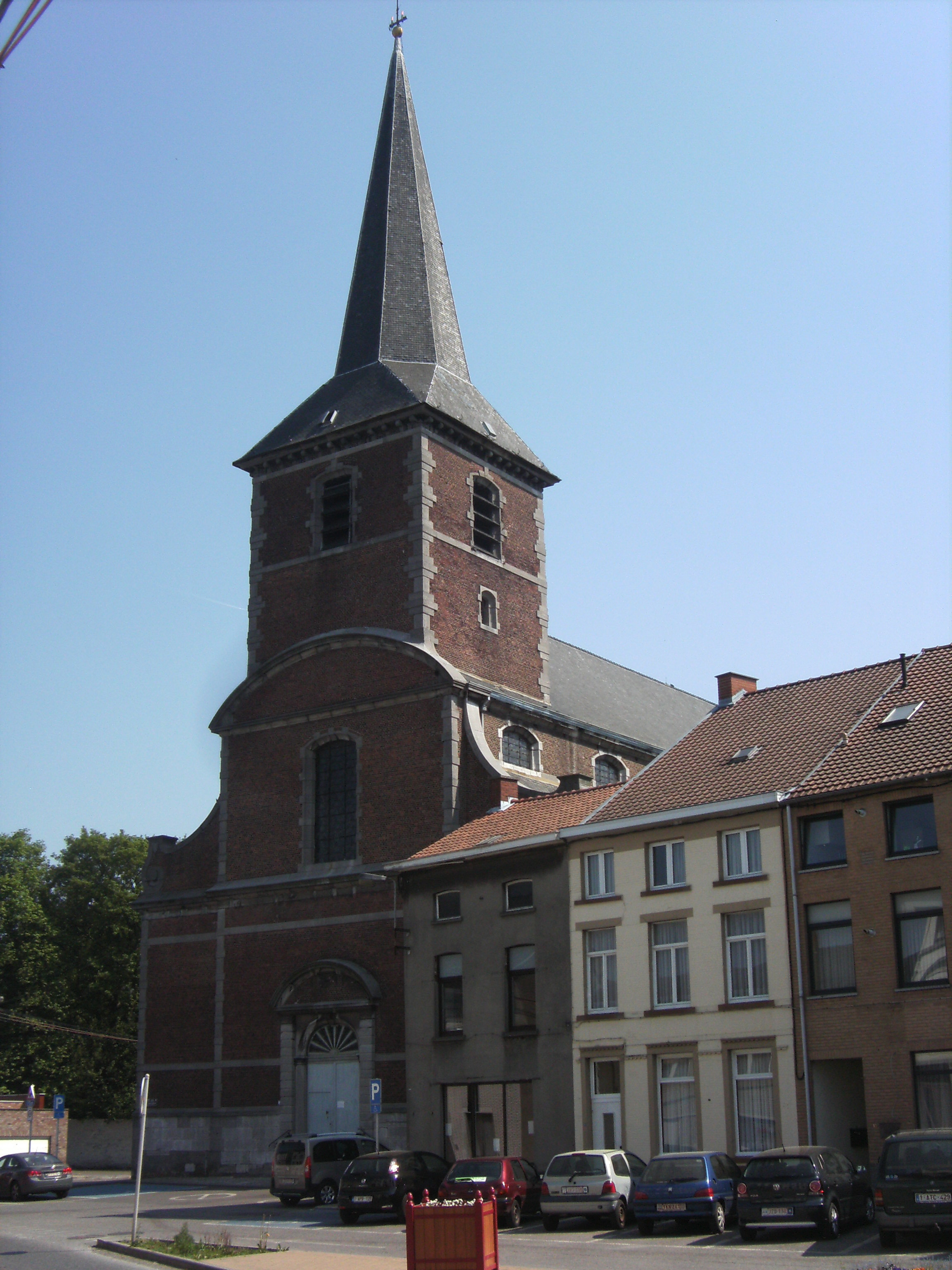
L'église Saint-Sulpice de Jumet.
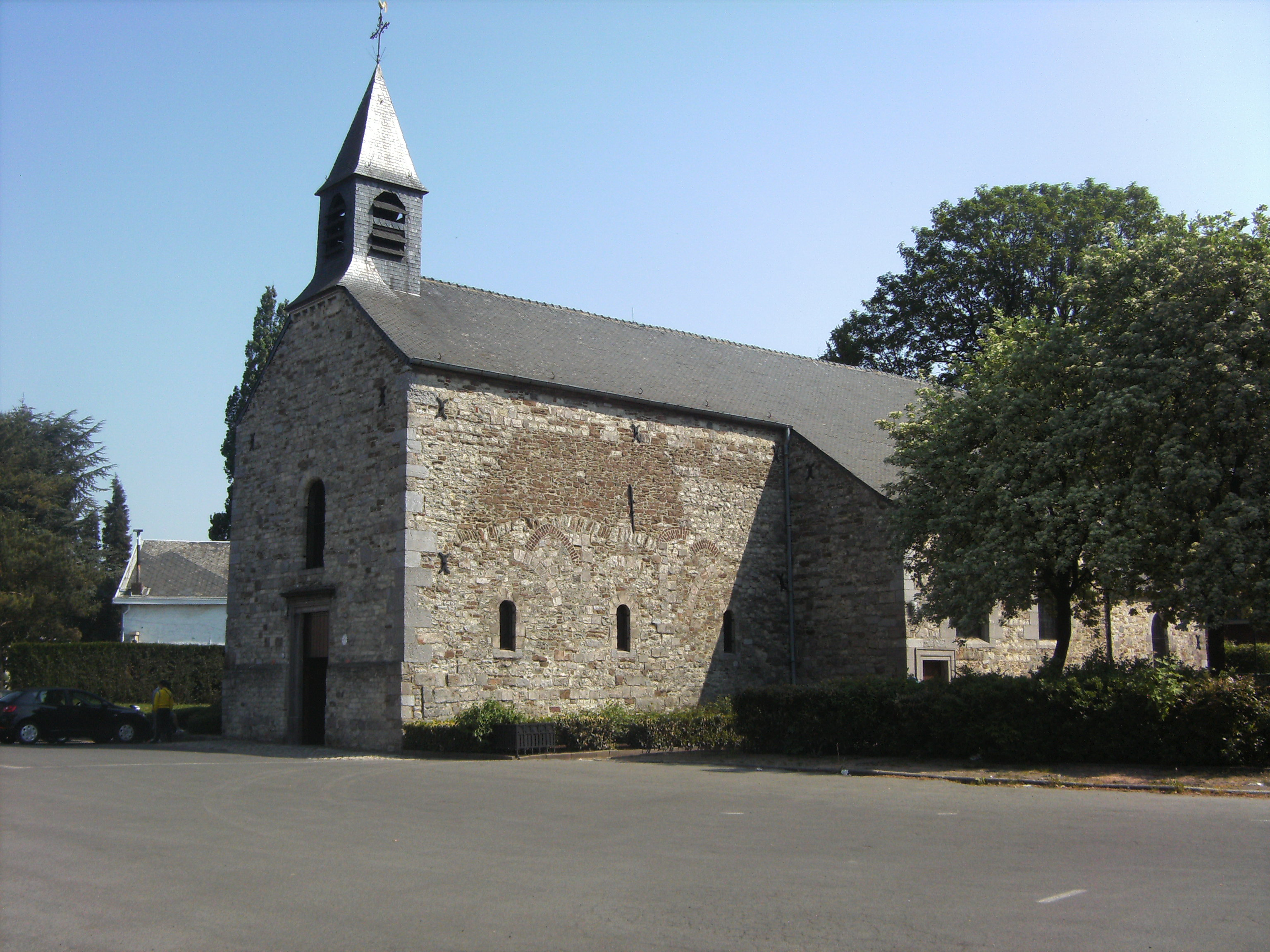
La chapelle de Jumet-Heigne.
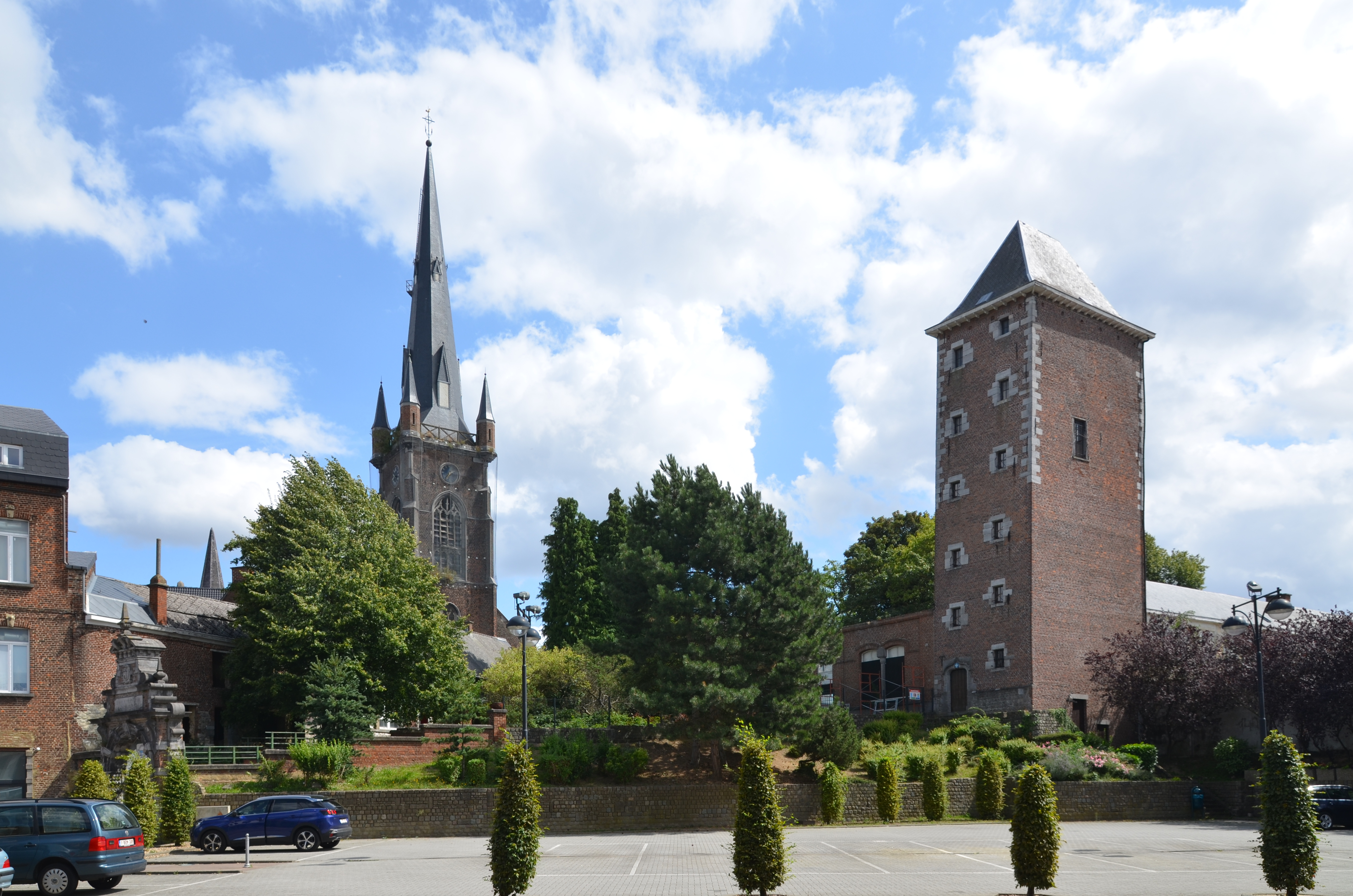
Eglise Saint-Jean-Baptiste et tour de l'ancien château à Gosselies.
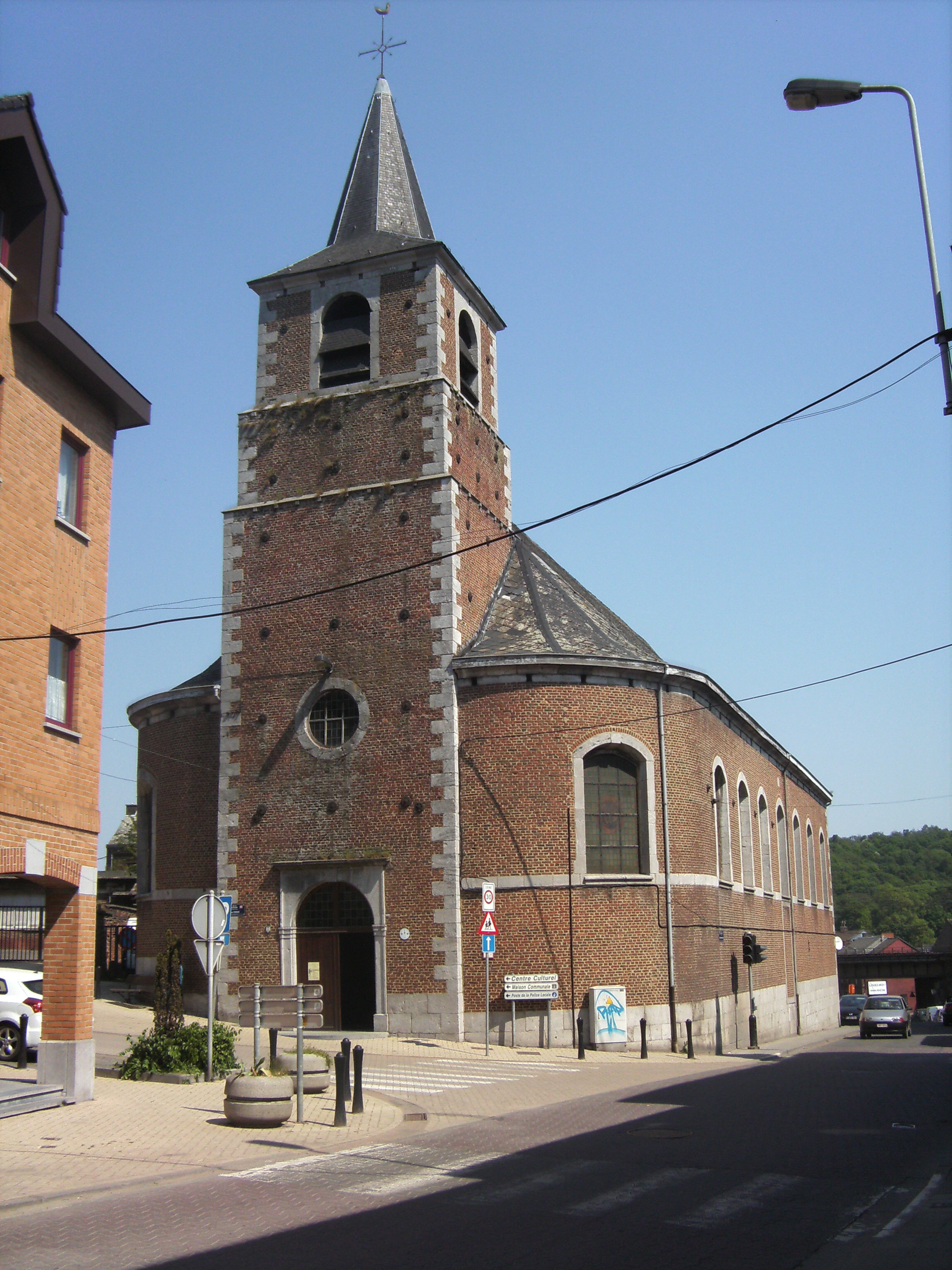
L'église Notre-Dame de l'Assomption à Roux.
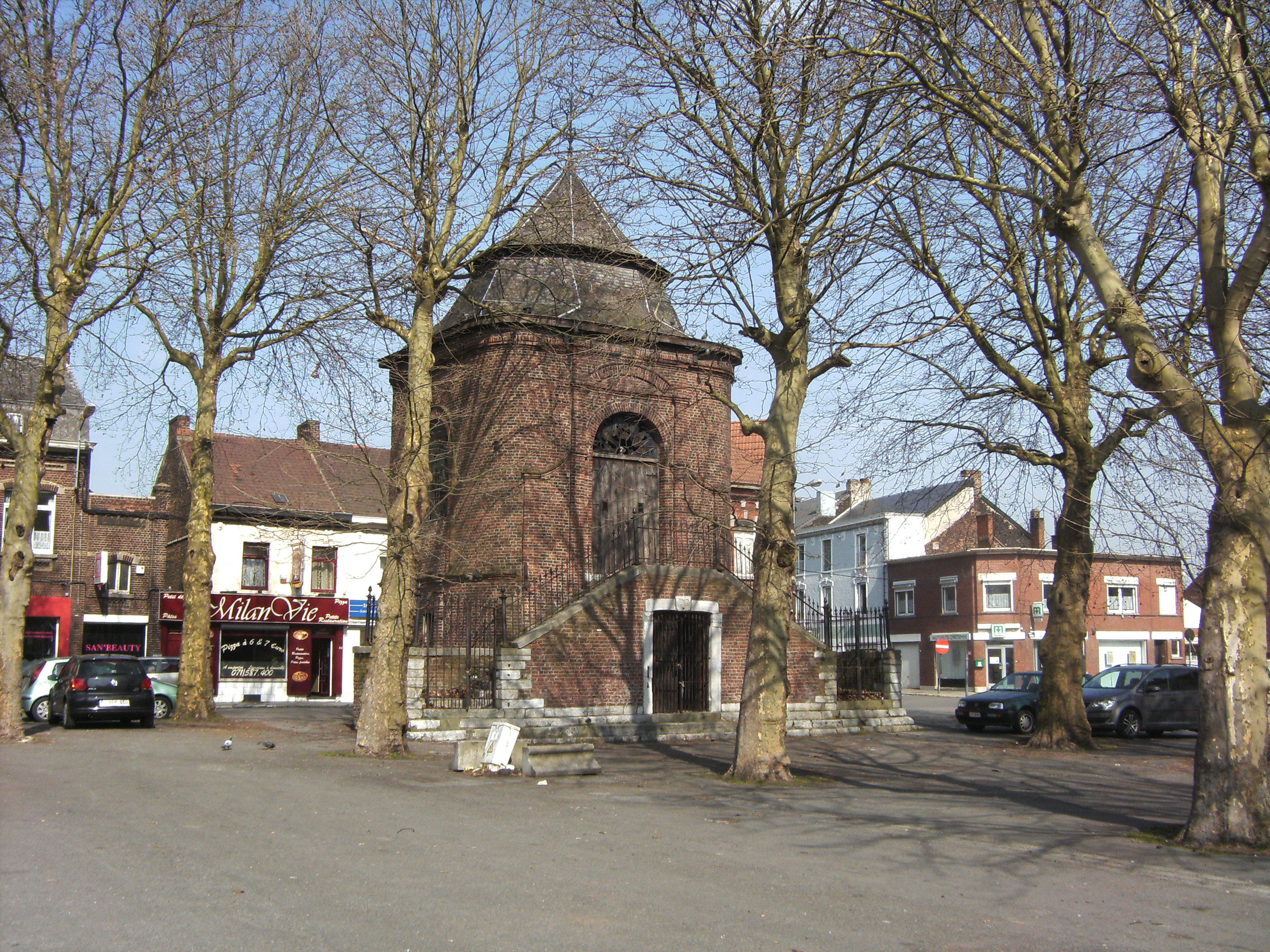
Le calvaire de Montignies-sur-Sambre.
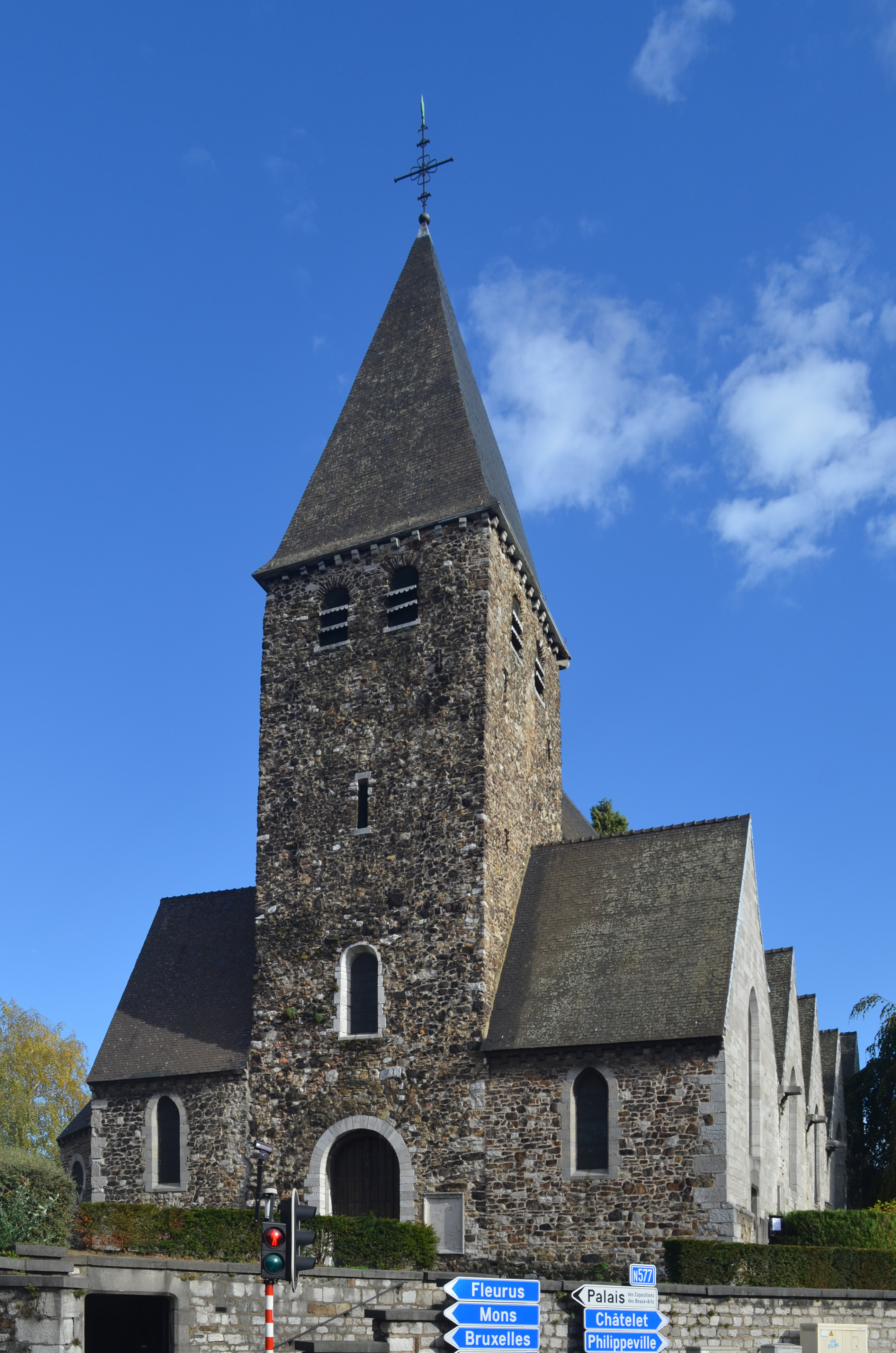
L'église Saint-Martin à Marcinelle.
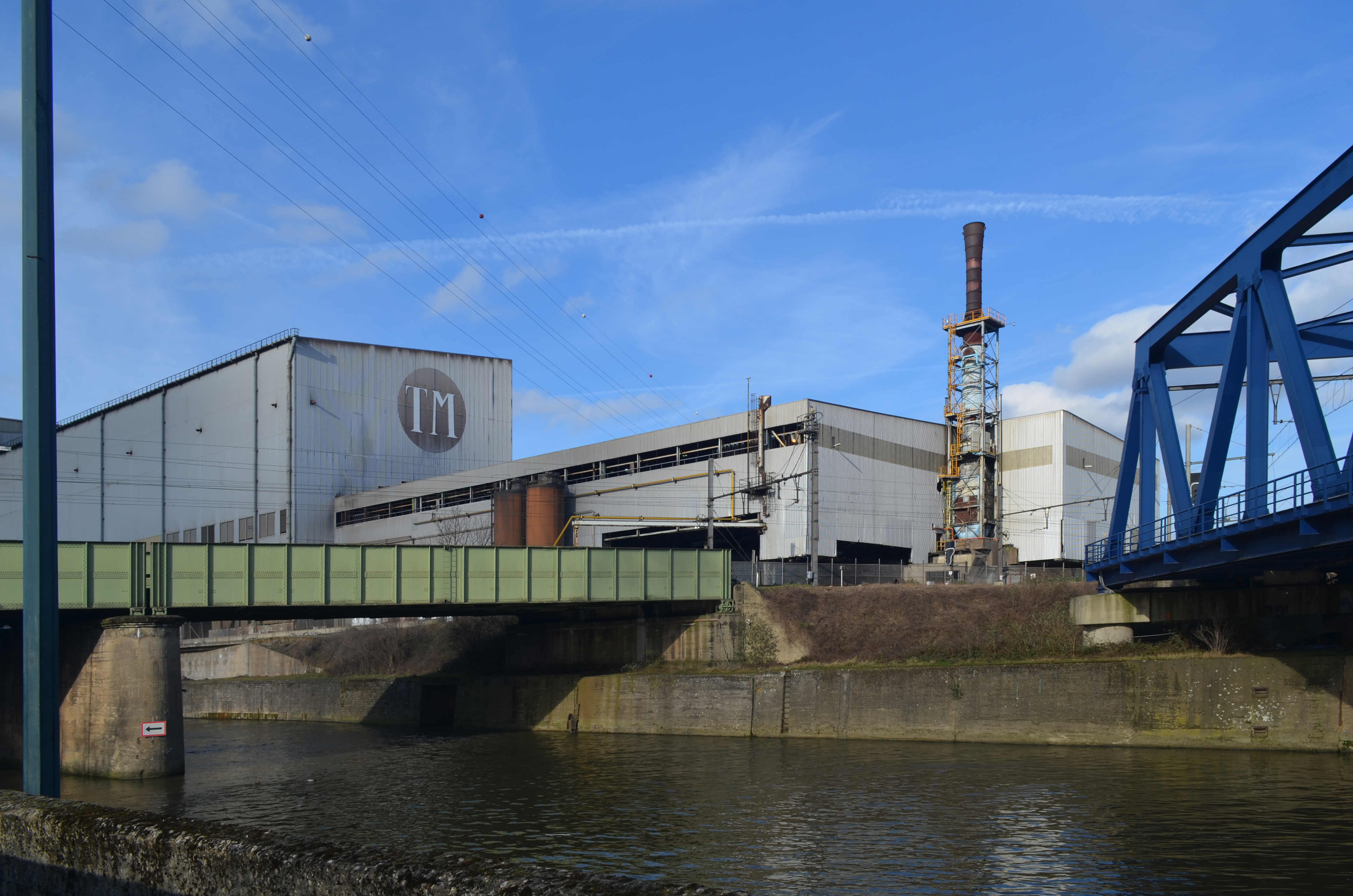
Thy-Marcinelle.
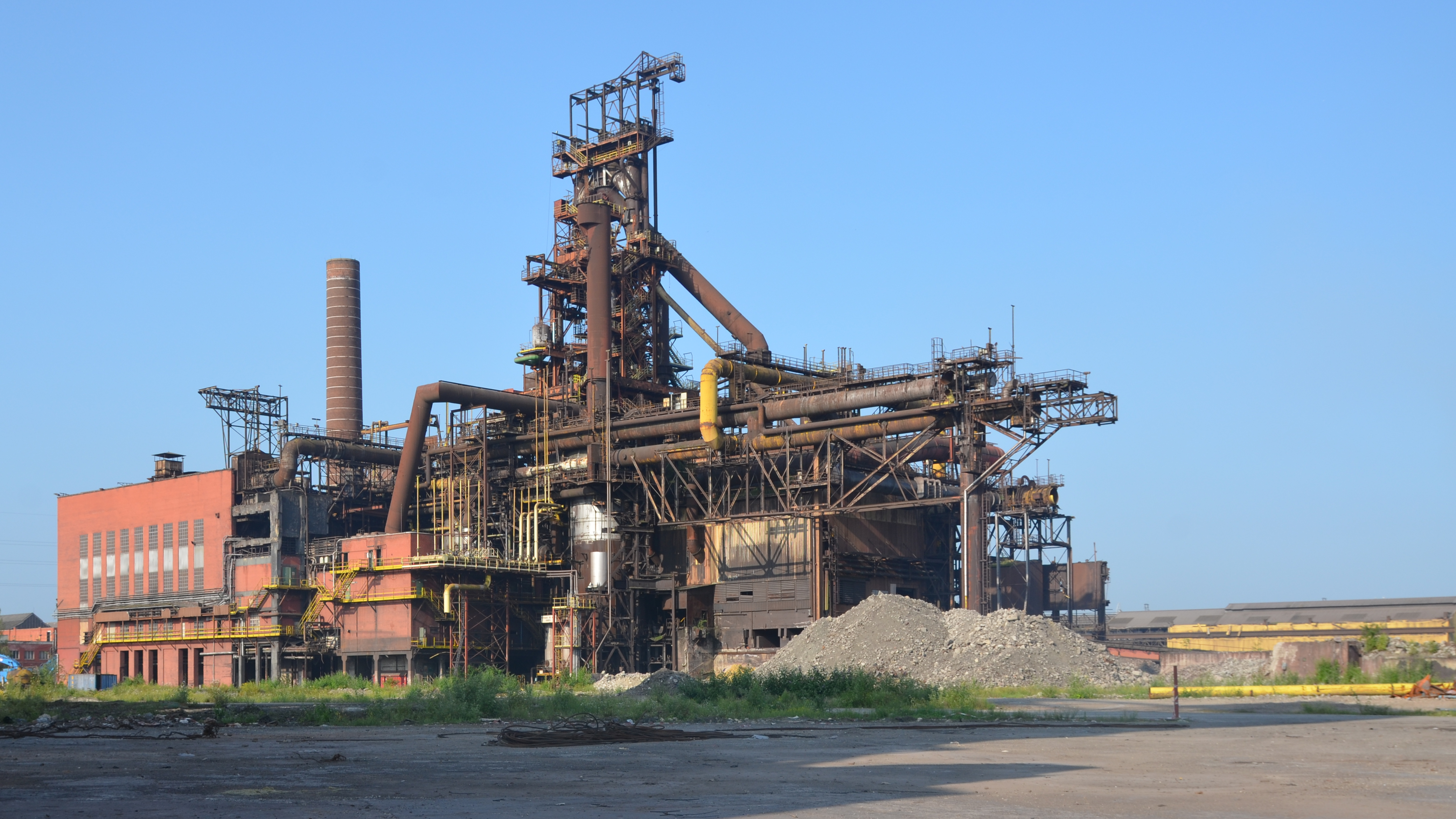
L'ancien haut-fourneau n°4 symbole de la métallurgie du Pays de Charleroi.
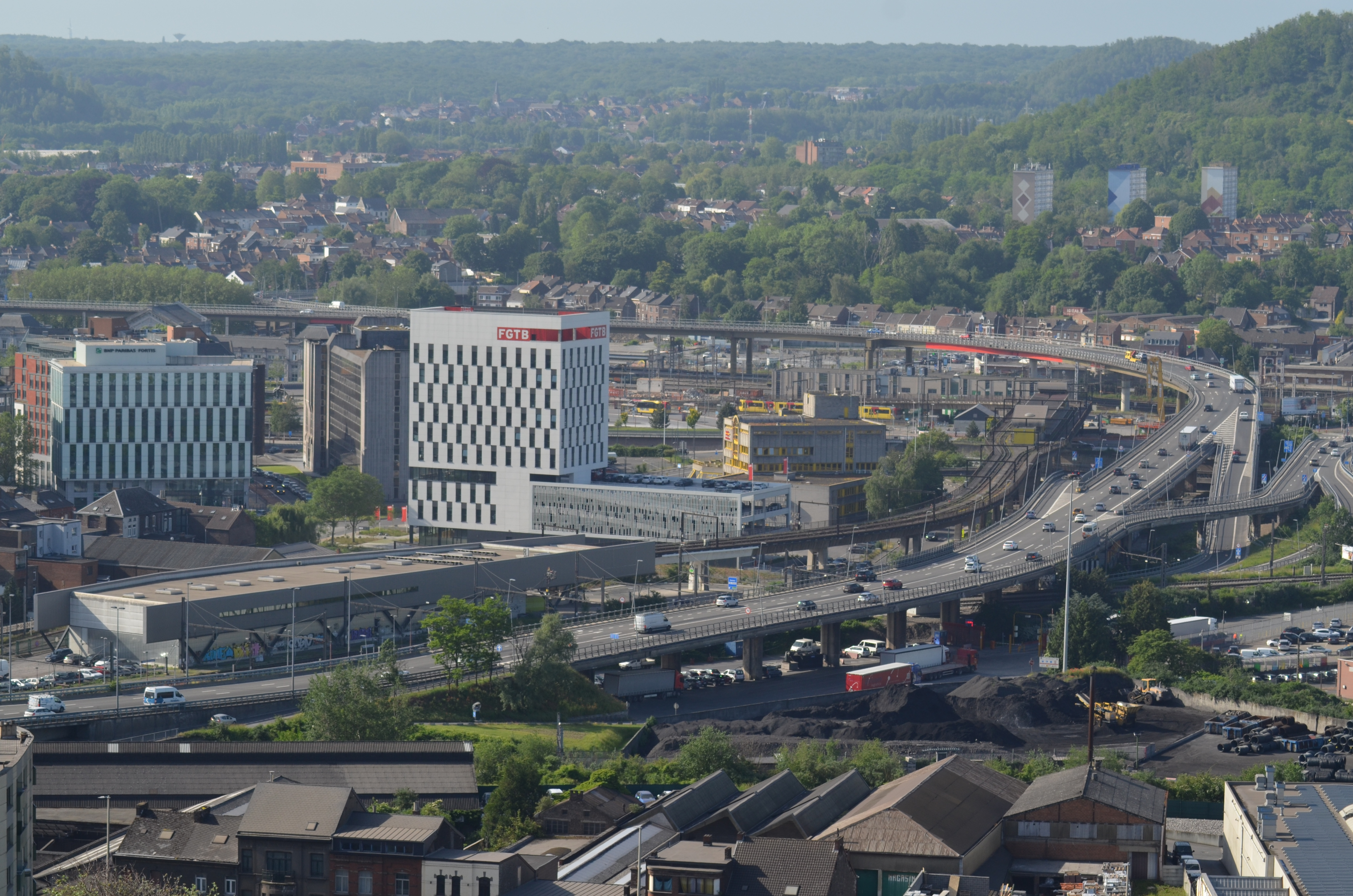
Panorama de Charleroi vers Marcinelle.
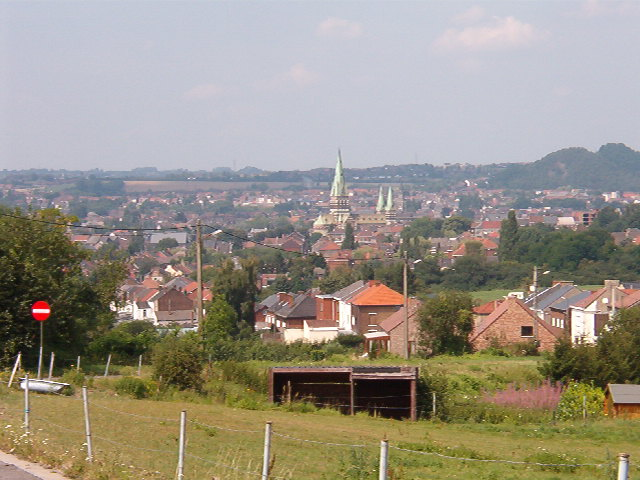
Panorama de Châtelet.
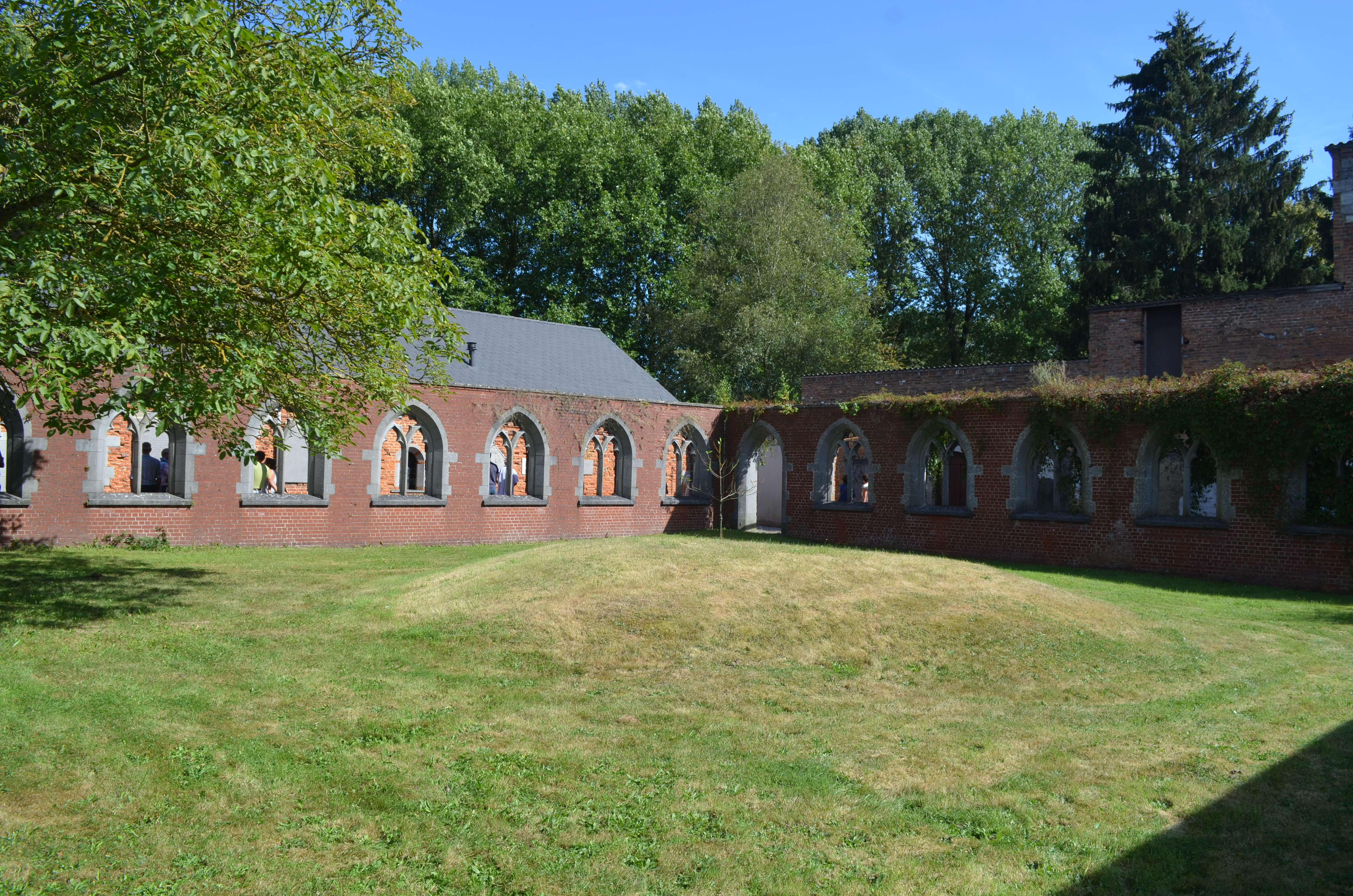
Les ruines de l'abbaye de Soleilmont.
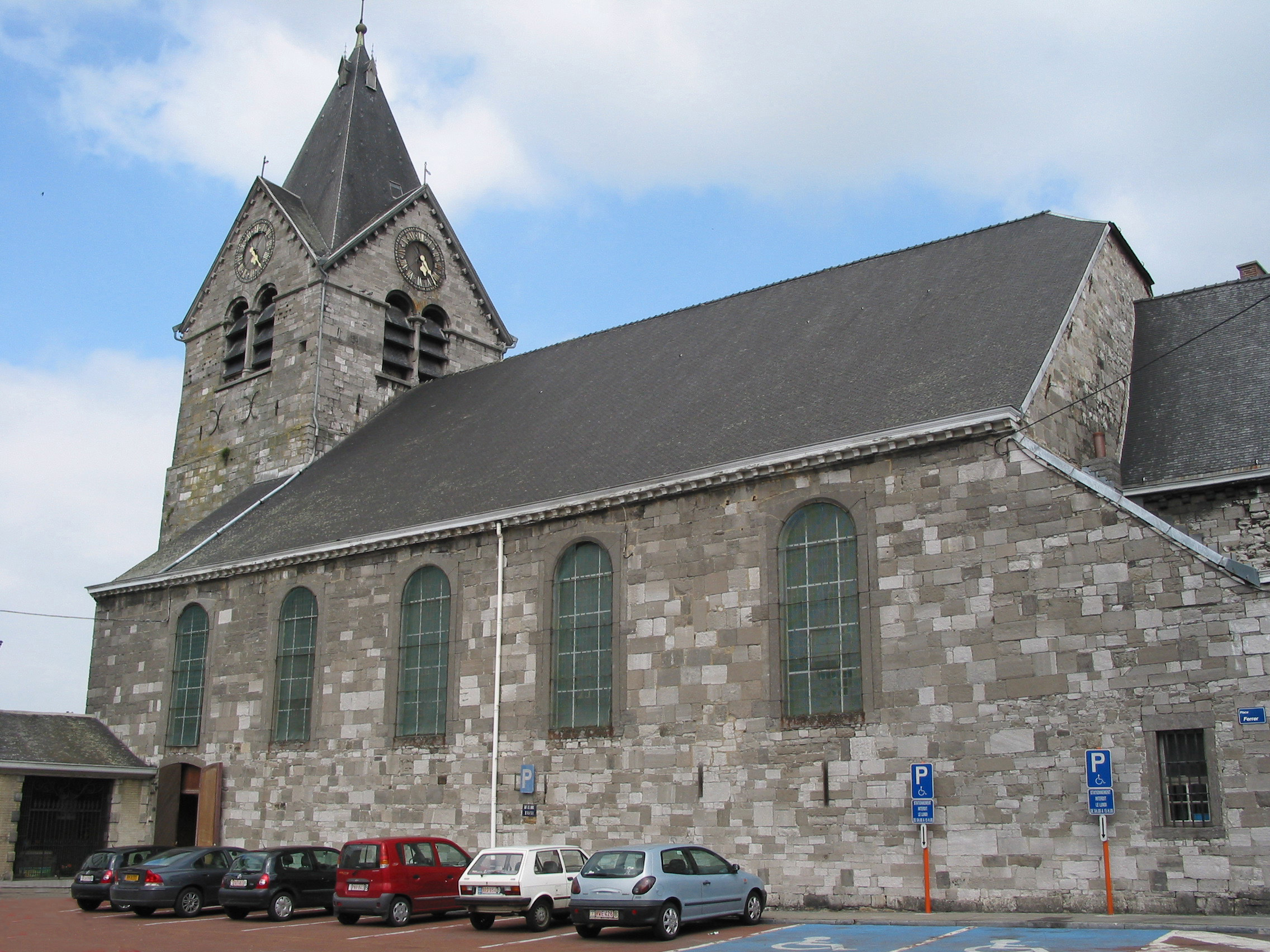
L'église Saint-Victor de Fleurus.
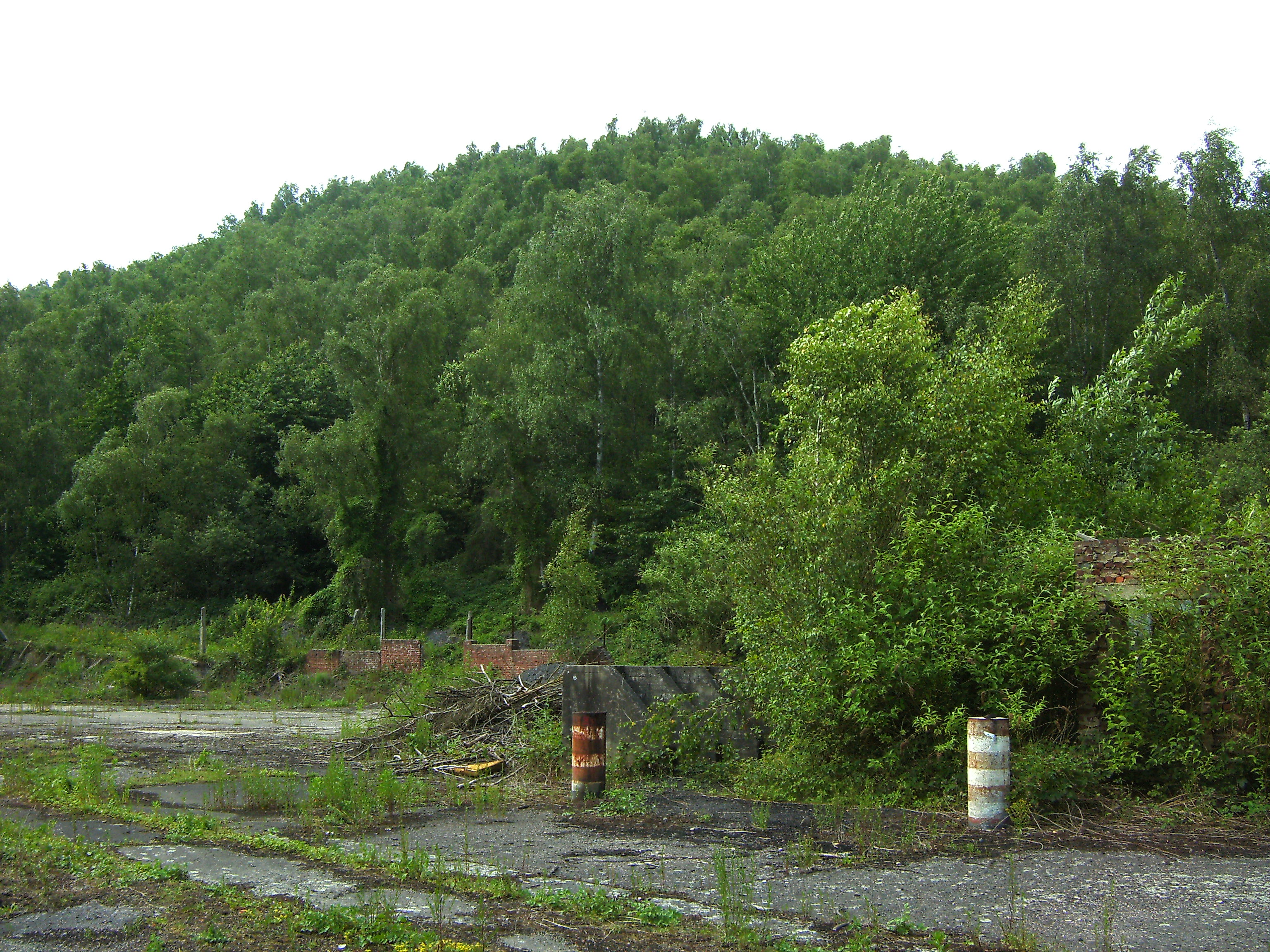
Roux, terril du Martinet.
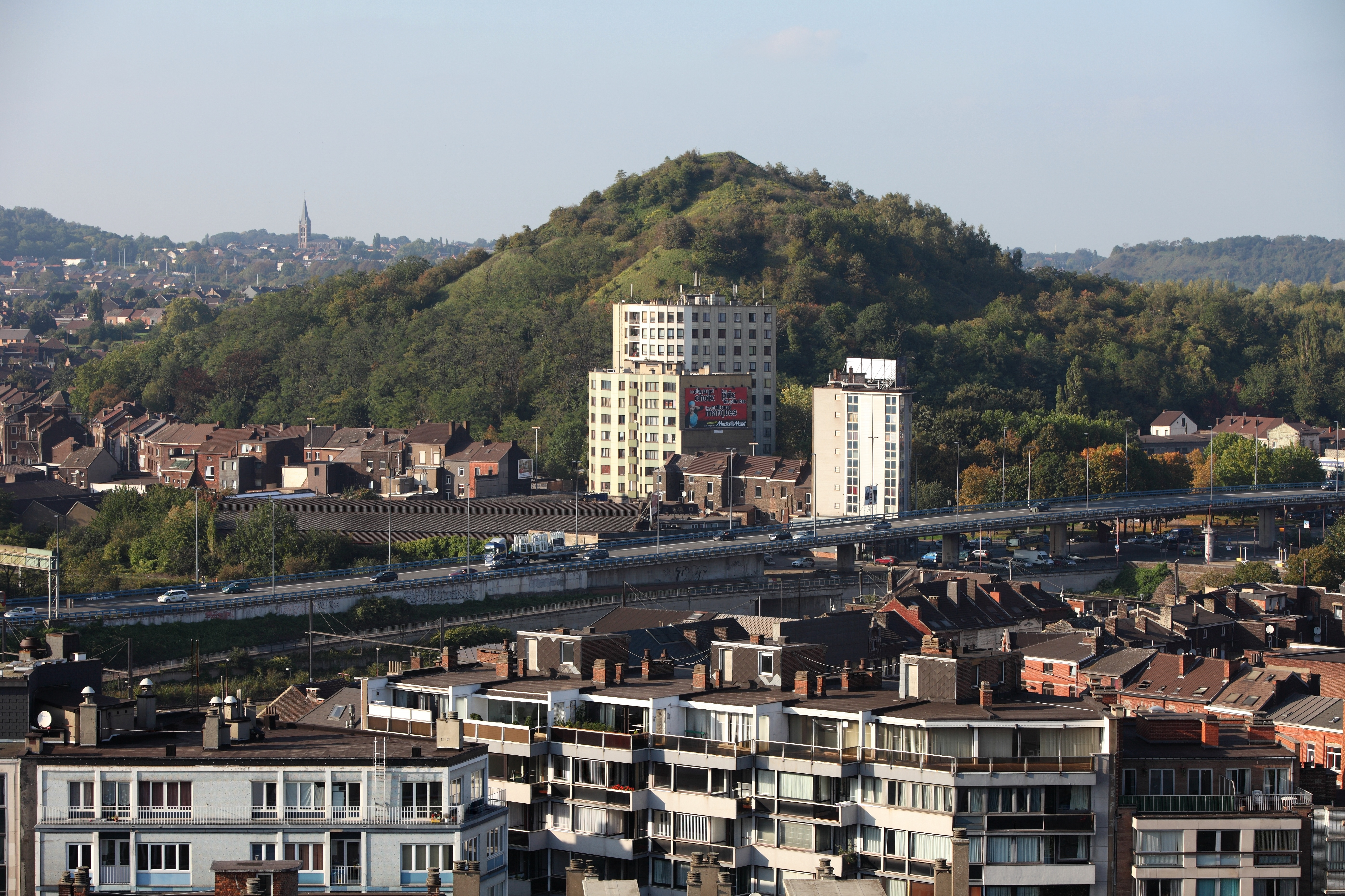
Terril des Piges.
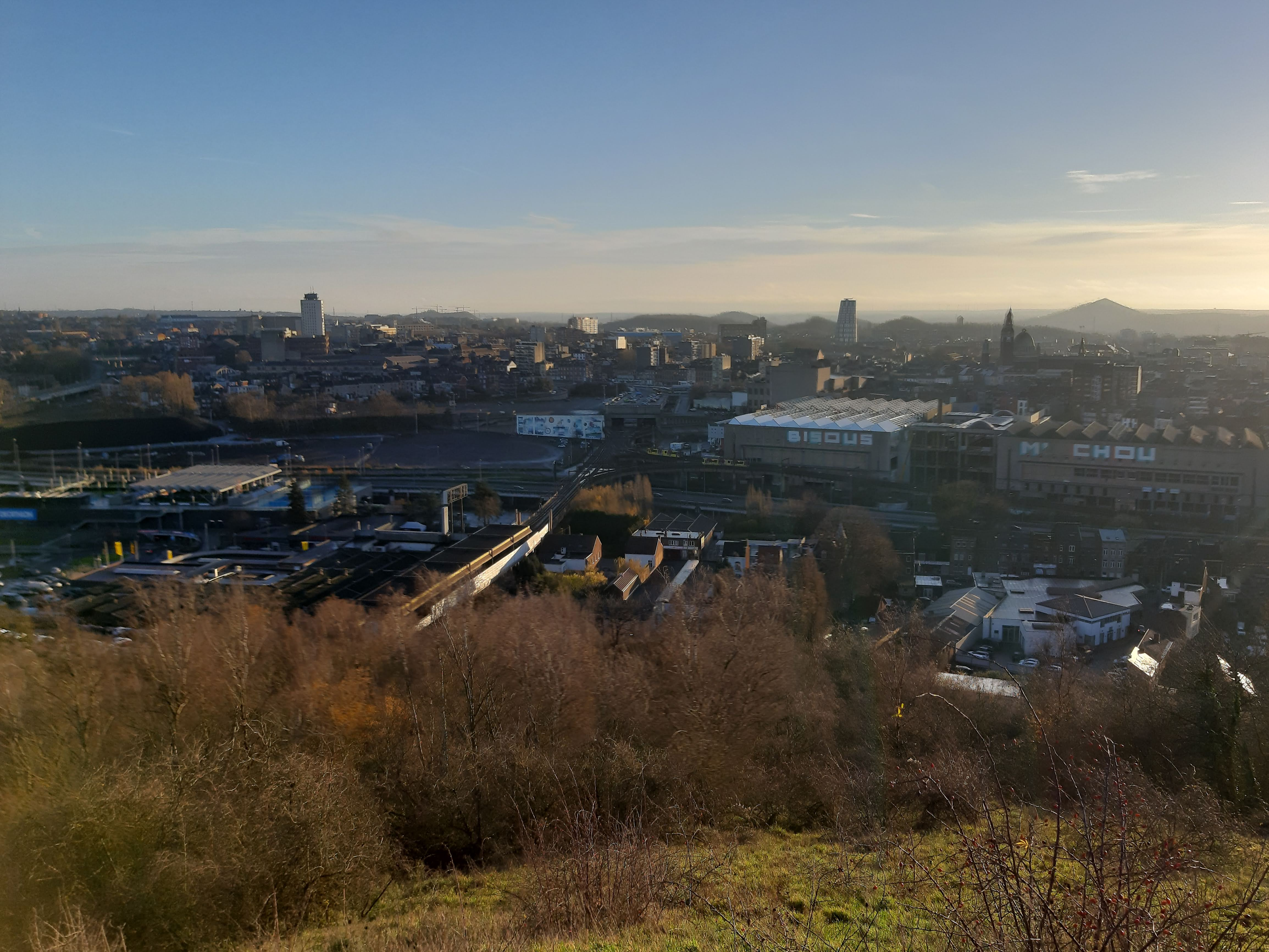
Vue de Charleroi au matin, vue panoramique du terril des Piges.
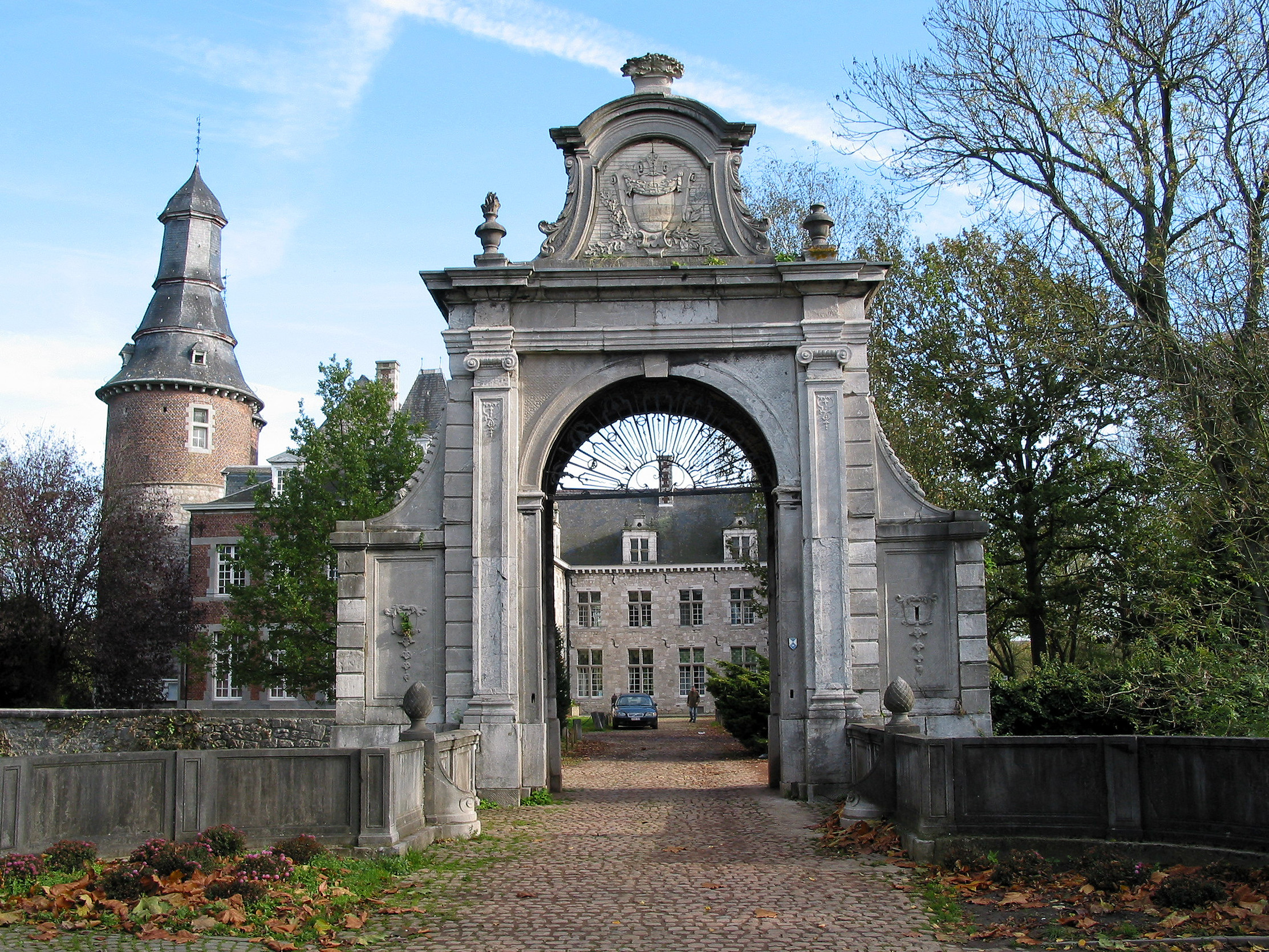
Le château de Fontaine-l'Evêque.
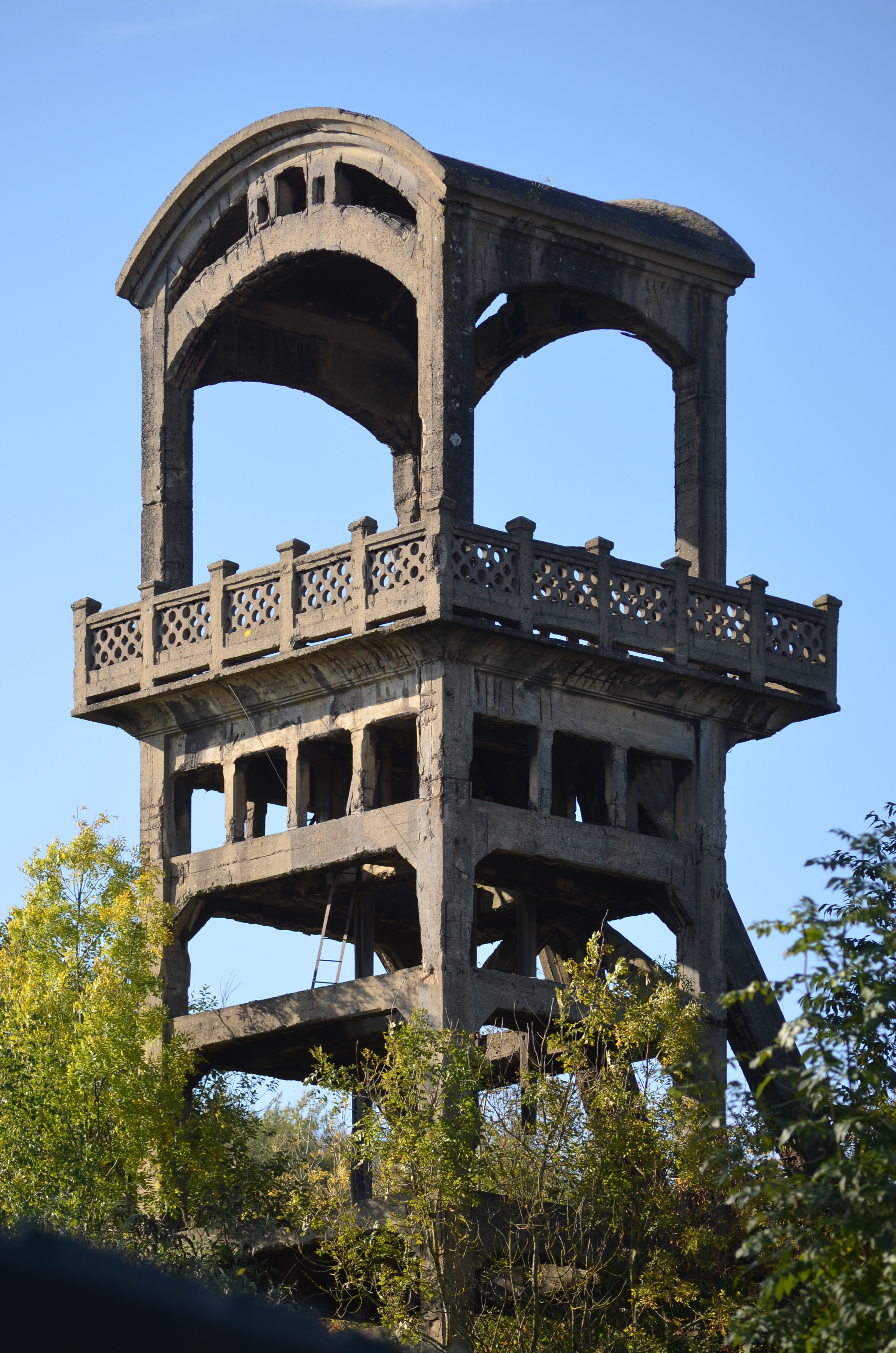
Monceau-sur-Sambre, ancien chevalement du puits d'exhaure rue Fosse au Bois.
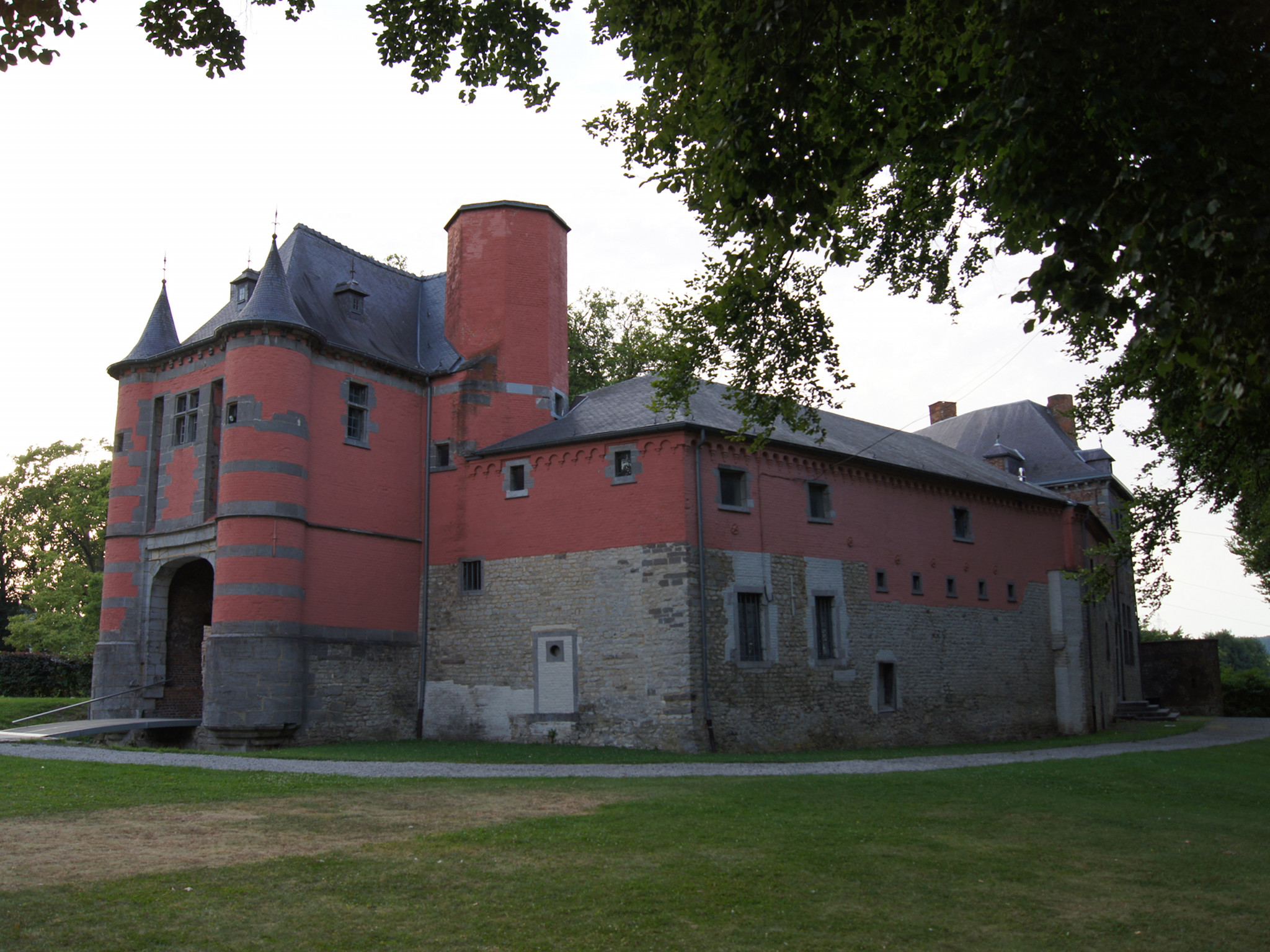
Le château de Trazegnies.
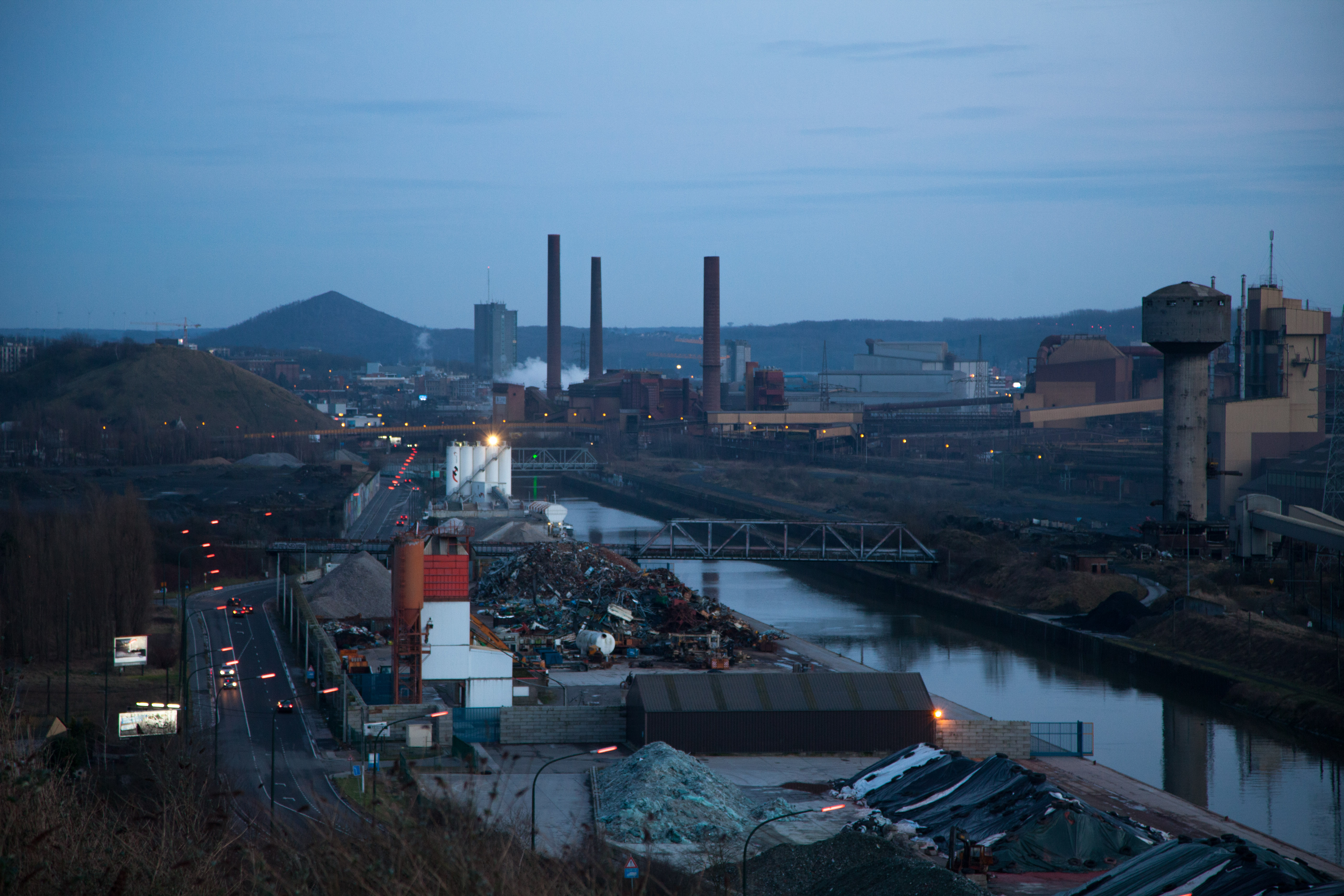
Panorama industriel avec le canal Charleroi-Bruxelles.
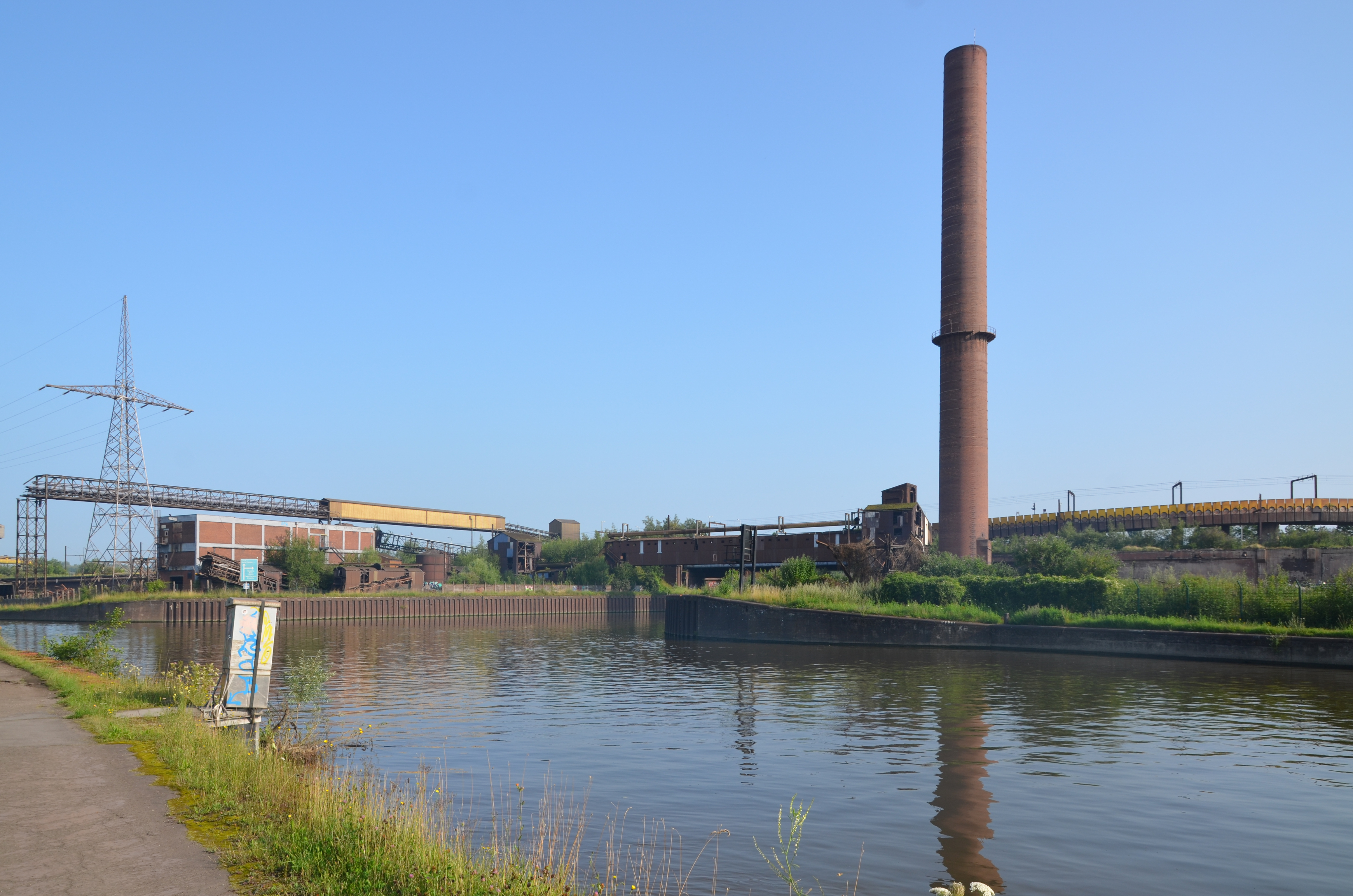
Le canal Charleroi-Bruxelles.

## Sports
Royal Charleroi Sporting Club, Royal Gosselies Sports, Racing Charleroi Couillet Fleurus, club de Tennis de Table Phoenix Couillet, Royal Olympic Club de Charleroi.